# Fußboden Dom von Siena

“...Al più bello et al più grande e magnifico pavimento che mai fusse stato fatto...”

„...zum schönsten und größten und prächtigsten Boden, der je gebaut wurde...“

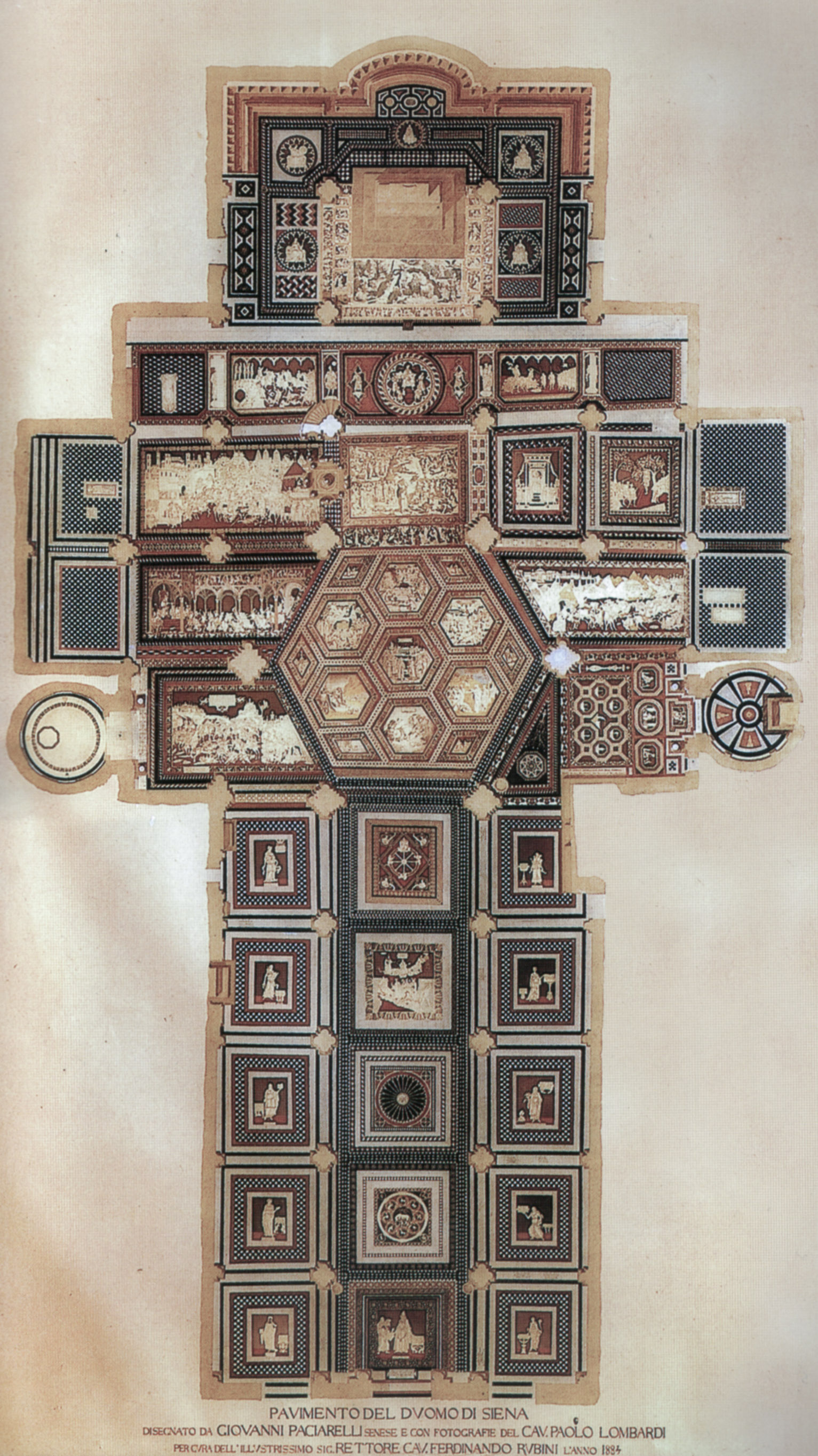
Giovanni Paciarelli, Plan des Fußbodens, Dom von Siena, 1884

Der Fußboden des Domes von Siena ist eines der größten und wertvollsten Beispiele für eine Gruppe von Marmoreinlagen, ein schmückendes Projekt, dessen Fertigstellung sechs Jahrhunderte, vom 14. bis zum 19. Jahrhundert, dauerte. Wie der Dombau ist der Boden untrennbar mit der Geschichte der Stadt und ihrer Kunst verbunden. Aus diesem Grund haben die Sienesen im Laufe der Jahrhunderte keine Ressourcen für ihre Entstehung und dann für ihre Erhaltung geschont. Sie besteht aus mehr als sechzig Szenen und sind in der Regel in den am häufigsten begangenen Stellen mit Masonit abgedeckt, außer einmal jährlich für etwa zwei Monate, zwischen Ende August und Ende Oktober.

## Geschichte
Die Erfindung des Marmordekors wird dem Meister der sienesischen Malerei Duccio di Buoninsegna zugeschrieben, obwohl es dafür keine dokumentarischen Beweise gibt. Die ältesten Zeugnisse gibt es vom Beginn der Arbeiten, um 1369, als Zahlungen an fast unbekannte Künstler (Antonio di Brunaccio, Sano di Marco, Francesco di Antonio) für die Fertigstellung der ersten auf dem Boden gezeigten Episoden erfolgten. Es wird angenommen, dass die ersten Darstellungen auf Paneelen des Mittelschiffes erfolgten, wie etwa das Glücksrad und die Sienesischen Wölfe umgeben von den Symbolen der verbündeten Städte (von 1373), die in den folgenden Jahrhunderten vollständig verändert wurden.

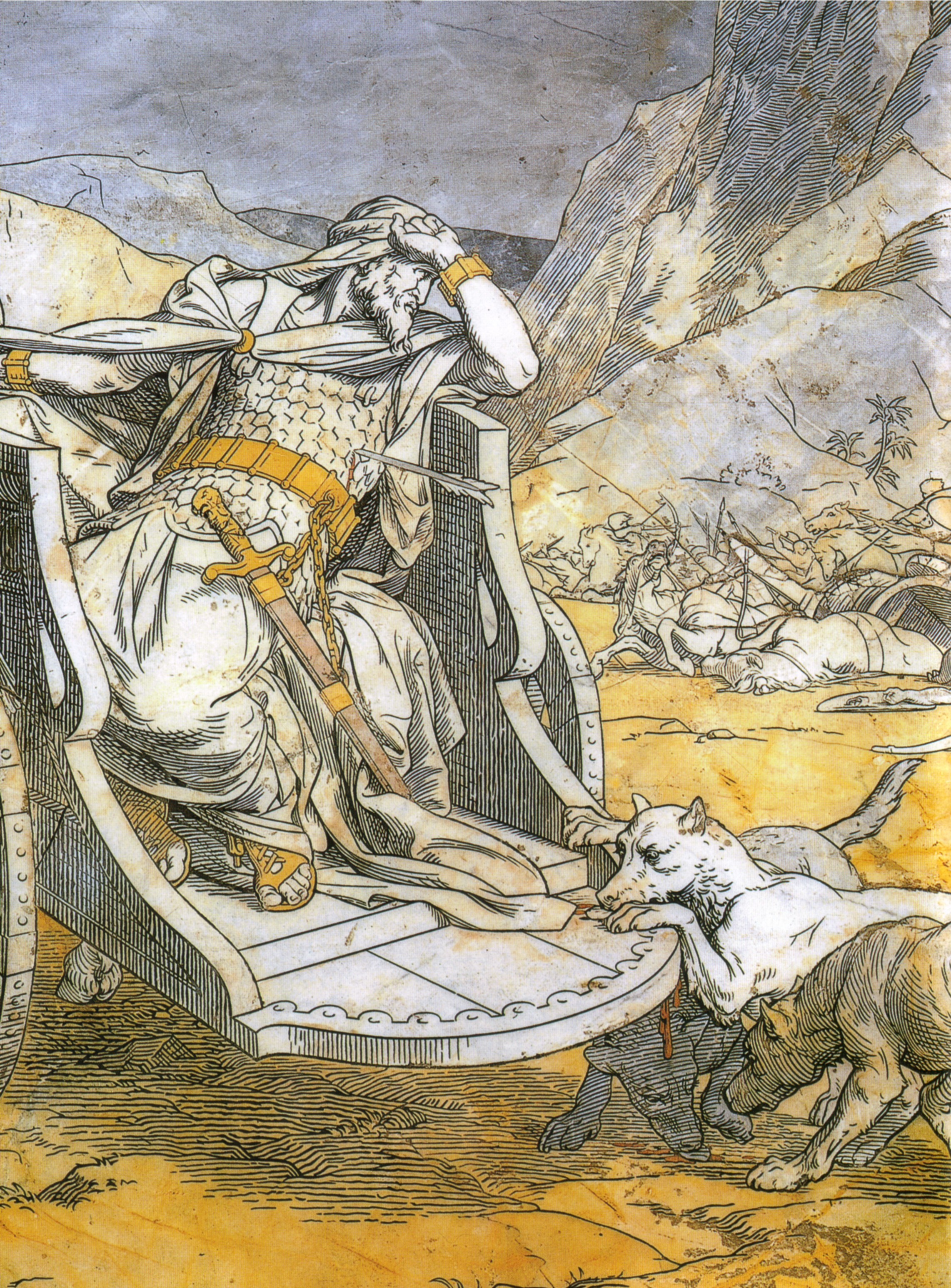
Alessandro Franchi, Ahab wird tödlich verwundet (1878), eine der letzten abgeschlossenen Geschichten

Eine noch heute identifizierbare Inschrift auf einer Tafel stammt vom 13. März 1406, als ein gewisser Marquese di Adamo da Como und seine Helfer für die Errichtung eines „Rades“ vor der Tür der Sakristei bezahlt wurden, das ist die Scheibe, welche die Tapferkeit darstellt (die 1839 vollständig umgearbeitet wurde). Schon damals gibt es Hinweise darauf, dass berühmte Künstler Vorlagen an Spezialisten zur Verfügung stellten, die dann die Intarsien herstellen, darunter: Domenico di Niccolò, Bildschnitzer und Dombaumeister, Sassetta und Domenico di Bartolo. Im 15. Jahrhundert folgten Pietro del Minnella, Dombaumeister, Antonio Federighi, Urbano da Cortona, Francesco di Giorgio Martini, Neroccio di Bartolomeo de’ Landi, Matteo di Giovanni, Giovanni di Stefano (Sohn von Sassetta), Benvenuto di Giovanni und vor allem Luca Signorelli. Im 16. Jahrhundert sind die Arbeiten von Guidoccio Cozzarelli, Pinturicchio und vor allem Domenico Beccafumi belegt.
Letzterer arbeitete zwischen September 1521 und Februar 1547 intensiv an den Vorlagen für die Intarsien des Presbyteriums und führte expressive Techniken von großer Innovation ein, mit einem Ergebnis, das mit den großen Bildern der damaligen Zeit durchaus vergleichbar ist.
In der Mitte des 16. Jahrhunderts war der Bodens fast vollständig fertiggestellt und die als „klassisch“ definierte Phase beendet. Es folgten kontinuierliche Restaurierungsarbeiten mit kleinen Ergänzungen und vor allem dem Austausch der von der Nutzung beschädigten Platten durch Kopien. Im Jahr 1780 wurde der Bereich vor der Kapelle des Gelübdes, ein Werk von Bernini, mit den Figuren der Religion und der Theologischen Tugenden von Carlo Amidei entworfen und von Matteo Pini umgesetzt. Diese Werke wurden jedoch nicht ausreichend gewürdigt und etwa neunzig Jahre später von Alessandro Franchi überarbeitet.
Das 19. Jahrhundert erfolgten umfangreichen Renovierungen und Ergänzungen. Im Jahr 1859 überarbeitete Leopoldo Maccari teilweise die Geschichte des Glücks von Pinturicchio und das Paneel von Federighi mit den Sieben Menschenalter, unter der Leitung von Luigi Mussini, Italiens führendem Vertreter des Purismus. 1878 zeichnete Franchi, wieder unterstützt von Mussini, die Vorlagen für einige zusammenhängende Episoden, unter dem Sechseck der Kuppel, und ersetzte Drei Gleichnisse und die Geschichten von Elias, die nun fast beseitigt sind. Diese Ergänzungen genießen in der Regel die Gunst der Kritiker für ihre „puristische Schönheit“, wie es Enzo Carli für das effektive Design und der angemessenen Dramatik definiert hat.

## Allgemeines Thema

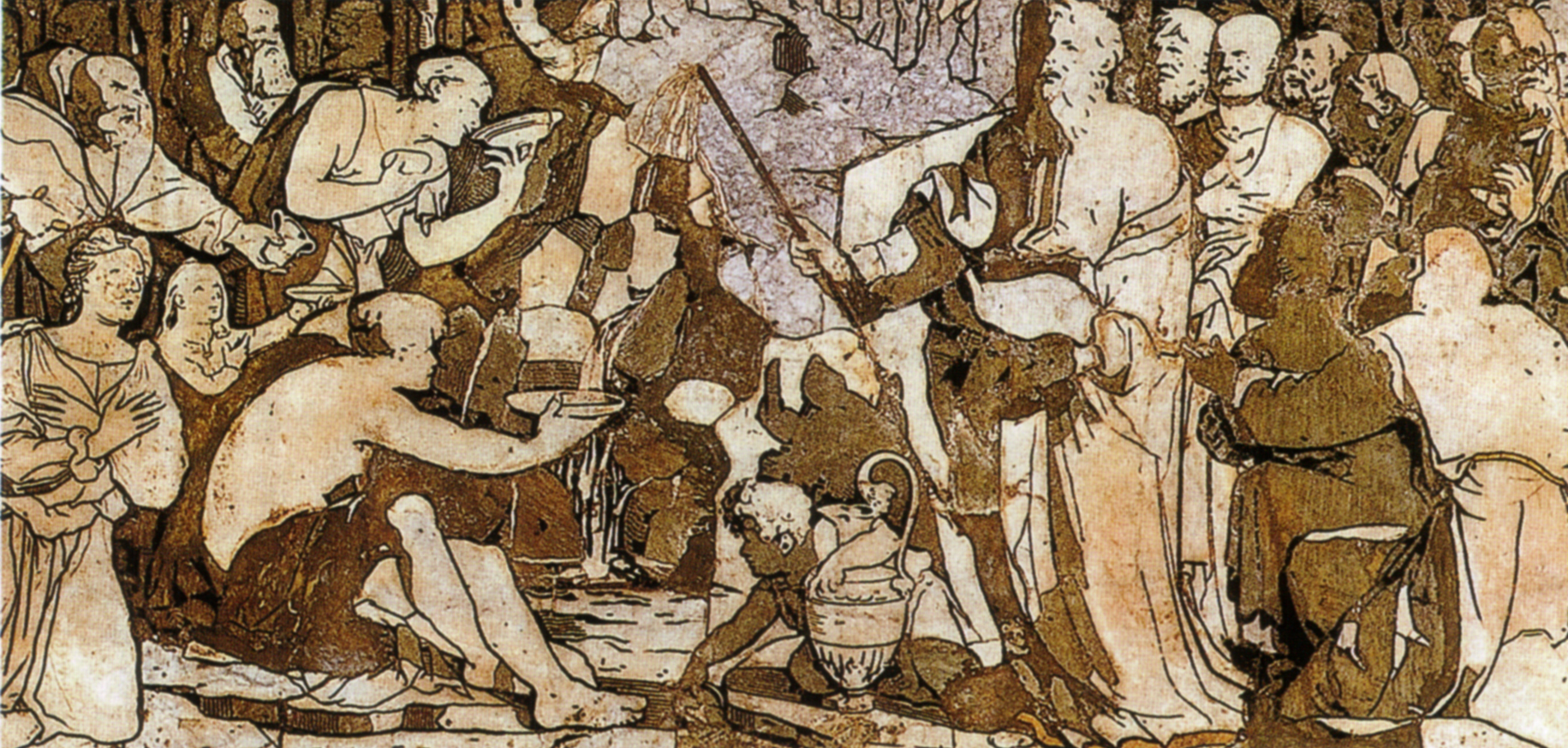
Beccafumi, Moses lässt das Wasser aus dem Felsen von Horeb fließen (1524–1525), Detail

Der Deutsche Friedrich Ohly (1977) war der erste, der sich mit dem Boden als Ganzes beschäftigte und ein gemeinsames Thema suchte das die verschiedenen Episoden verband, wobei er von einem figurativen Gesamtprogramm ausgegangen ist, das im Laufe der Jahrhunderte von den verschiedenen Künstlern umgesetzt wurde. Er kam zu dem Schluss, dass jede Szene Teil einer Darstellung der Erlösung in ihren verschiedenen Aspekten ist. Es beginnt mit den Figuren auf dem Vorplatz (Symbol der Juden und Heiden), die vom Heil ausgeschlossen sind und daher außerhalb des Sakralbaus bleiben, und den drei Priesterorden, die die Gläubigen einführen, indem sie ihre Teilnahme an der göttlichen Offenbarung vermitteln.
Im Inneren, vor dem zentralen Gang, symbolisiert Hermes Trismegistus den Beginn des irdischen Wissens, das Wissen der Antike, mit einem Buch, das Ost und West symbolisiert, sowie mit Worten, die mit der Erschaffung der Welt verbunden sind. Es folgt ein Verweis auf Geschichte und Schauplatz, mit Geschichten, die Siena und seine Taten sowie seine Verbündeten symbolisieren, und einer Darstellung der Fortuna, die das menschliche Schicksal trägt (Allegorie des Hügels der Weisheit und Glücksrad). In den Gängen richten die Sibyllen den Blick auf Christus und erinnern an die verschiedenen Bereiche der bekannten Welt.
Im Querschiff wird mit biblischen Geschichten, die bereits in der Ära der Offenbarung angesiedelt sind eine neue Entwicklungsstufe der Welt dargestellt. Das zentrale Sechseck zeigt, in enger Verbindung mit der Eucharistiefeier am Altar, Opfersituationen. Auf der anderen Seite, die militärischen Taten des jüdischen Volkes, mit der Einbeziehung des Massakers an den Unschuldigen als Vergleich für den blutigen Inhalt.
Ohly berichtet über mehrere numerologische Gliederungen (sieben, fünf), die auf verschiedene theologische Bedeutungen anspielen. Dann folgen Sie den Geschichten des Propheten Elija und die Reise des Gesetzgebers Moses mit dem jüdischen Volk, die die Wallfahrt des Besuchers der Kathedrale symbolisiert. Die Geschichten Davids schließen die biblische Reihe ab und zeigen symbolisch Jesus, den Friedensstifter.
Die Tugenden im rechten Querschiff sind nicht im ursprünglichen Gesamtkonzept enthalten. Es sind Werke aus dem späten 18. Jahrhundert, die entstanden sind, als die Bedeutung des Gesamtkonzeptes offensichtlich verloren gegangen war.

## Beschreibung

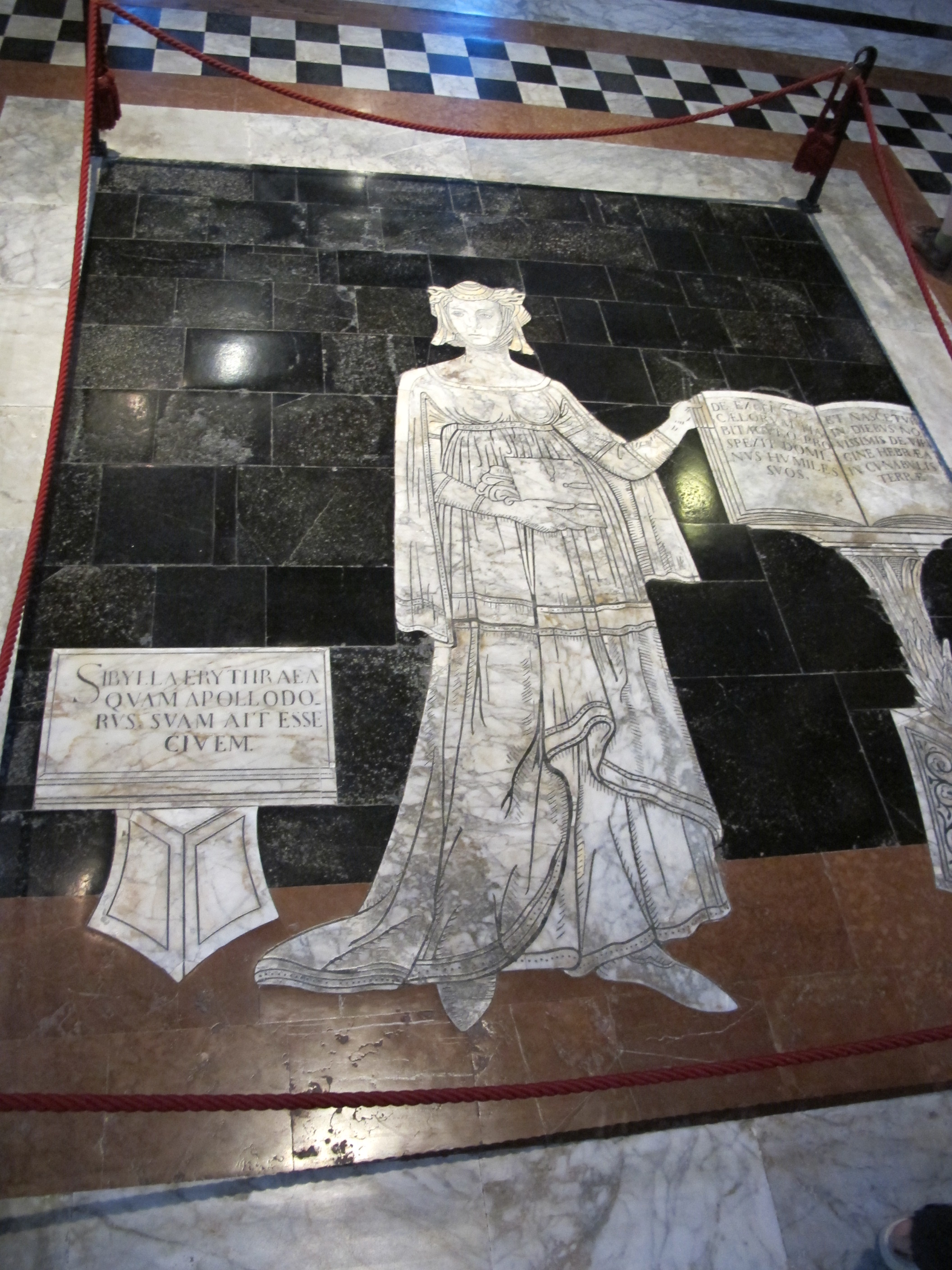
Erythraeische Sibylle

### Domplatz
Auf der Plattform oben auf der Treppe des Domplatzes, vor den Eingangsportalen, befinden sich die ersten Marmoreinlagen, mit der Darstellung des Pharisäers bzw. des Zöllnersymbols von Juden und Heiden, d. h. der Nichtchristen, die kein Recht haben, in den Tempel zu gehen und sich die Erlösung zu sichern. Vor den Portalen befinden sich auch die Weihezerimonien von Nastagio di Gaspare (um 1450, heute eine Kopie), mit einem Diakon, einem Priester und einem Bischof, Verwalter der Ordnung, welche die Heiligkeit des Gebäudes vorwegnehmen.

### Die Sibyllen
In der klassischen Antike war die Sibylle eine Jungfrau, die mit prophetischen Tugenden ausgestattet war, da sie von einem Gott meist Apollo, inspiriert wurde. Ihre Darstellungen finden sich entlang der Gänge als Symbole der Offenbarung Christi an die antike Menschheit. Sie stammen aus den verschiedenen Ländern der bekannten Welt (sie sind in drei Gruppen unterteilt, griechisch, italienisch und orientalisch) und weisen auf die Universalität der christlichen Botschaft.
Der Auftrag für ihre Figuren stammt aus den Jahren 1482–1483 durch den Rektor Alberto Alberighi, und verschiedene Künstler haben an einem einheitlichen Stil gearbeitet, wobei die Figuren im Allgemeinen aus weißem Marmor auf dunklem Hintergrund gearbeitet und von einem Schachbrettmotiv umrahmt wurden. Sie ruhen auf einer ziegelfarbenen Ebene und werden jeweils von Inschriften begleitet, die ihre Identifizierung erleichtern, und von Symbolen, die ihre Offenbarungen über Christus und sein Leben verdeutlichen. Die Prophezeiungen stammen oft aus dem apologetischen Werk der frühen christlichen Jahrhunderte, den Divinae institutiones von Lactantius.
Stilistisch repräsentieren die Sibyllen ein homogenes Ganzes und erinnern an klassische Statuen, die elegant die komplexesten Allegorien des Mittelschiffes umgeben. Nur wenige wurden im Laufe der Jahrhunderte renoviert.

#### Rechter Gang
| IMG                   | Sibylle                | Künstler | Jahr     | Restaurierung | Beschreibung |
| --------------------- | ---------------------- | --- | -------- | ------------- | --- |
| Delphische Sibylle    | Delphica (griechisch)  | Giovanni di Stefano oder Antonio Federighi (Entwurf zugeschrieben), Giuliano di Biagio und Vito di Marco (Ausführung) | ca. 1482 | 1866–1869     | Die erste Sibylle befindet sich vor dem rechten Gang und ist das Werk der Steinmetze Giuliano di Biagio und Vito di Marco (um 1482), und 1866–1869 gründlich renoviert wurden und wegen ihrer Lage sehr abgenutzt ist. Die Zeichnung wird von Carli Giovanni di Stefano, dem Sohn von Sassetta, oder Antonio Federighi zugeschrieben. Sie ist aufwändig drapiert und hat eine statische Pose, während sie rechts die Schriftrolle mit der Inschrift ipsum tuum cognosce deum, qui dei filius est („Kenne deinen eigenen Gott, der der Sohn Gottes ist“) hält, eine Anspielung auf die zweite göttliche Natur. Unter der Inschrift sehen Sie eine Sphinx mit offenen Flügeln. Mit der Linken hält sie ein verziertes Horn, aus dem Flammen hervorgehen. Unter ihren Füßen zeigt eine Schriftrolle ihren Namen und die Tatsache, dass sie von Chrysippos erwähnt wird. |
| Cumaeische Sibylle    | Cumaea (griechisch)    | Giovanni di Stefano (Entwurf zugeschrieben), Vito di Marco und Luigi di Ruggiero genannt l’Armellino (Ausführung)     | ca. 1482 | 1866–1869     | Hier ist sie als ältere Frau mit einem aufgewühlten Aussehen, mit lockeren, auf den Schultern verstreuten Haaren dargestellt. Sie hält eine Schriftrolle in der Hand. Die Inschrift lautet: et mortis fatum finiet, trium dierum somno suscepto tunc a mortuis regressus in lucem veniet primum resurrectionis initium ostendens («Des Todes Schicksal wird er beenden, einen Schlaf von drei Tagen nimmt er auf sich, dann wird er von den Toten zurückkehren und an das Licht kommen und so den Beginn der Auferstehung anzeigen»): eine offensichtliche Anspielung auf die Auferstehung. Dahinter halten zwei kleine Engel eine Tafel mit dem Namen der Sibylle. Die Ausführung erfolgte von Vito di Marco und Luigi di Ruggiero, bekannt als Armellino, basierend auf einer Zeichnung von Giovanni di Stefano. |
| Cumanische Sibylle    | Cumana (italienisch)   | Giovanni di Stefano                                                                                                   | 1482     | 1866–1869     | Die dritte Sibylle, die dafür bekannt ist, dass sie von Aeneas besucht wurde, ist stattdessen ein dokumentiertes Werk von Giovanni di Stefano, das durch eine Zahlung am 19. Juli 1482 belegt wurde. Von Vergil im vierten Eklog erwähnt, war sie im Mittelalter als Vorbote der Ankunft Christi berühmt. Die von zwei kleinen Engeln im Fluge getragene Inschrift stammt tatsächlich von Virgil: ultima cumaei venit iam carminis aetas magnus ab integro saeclorum nascitur ordo iam redit et virgo, redeunt saturnia regna, iam nova progenies caelo demittitur alto («Schon kam das letzte Zeitalter nach der Prophezeiung der Sibylle von Cumae und die große Abfolge der Jahrhunderte beginnt von Neuem. Schon kehrt auch die Jungfrau Astraea zurück, es kehrt zurück die Herrschaft des Saturnus, schon wird neue Nachkommenschaft vom hohen Himmel gesandt») Sie erscheint als eine alte Frau, von gewisser Strenge, mit einem Schleier um den Kopf. Mit ihrer rechten Hand hält sie den Mistelzweig der Vergilianer Erzählung und mit ihrer linken Hand hält sie drei Bücher. Weitere sechs, die in der Legende von Tarquinio zerstörten sibyllinischen Bücher, brennen auf dem Boden zu ihrer Rechten. |
| Erythraeische Sibylle | Erythraea (griechisch) | Antonio Federighi (Entwurf)                                                                                           | 1482     | 1866–1869     | Diese Sibylle wird nach dem Geburtsort Erythre, in Lydien in Anatolien, benannt (und nicht aus der afrikanischen Region). Antonio Federighi wurde am 19. Juli 1482 für die Figur bezahlt, und heute ist sie fast vollständig restauriert. Es erinnert jedoch nichts an den Stil des sienesischen Bildhauers, außer der Signatur am Fuße des Rednerpults. Lactantius schreibt ihr den berühmten Akrostichon zu, der das Kommen Christi in den Sibyllinischen Büchern ankündigt. Hier wird sie als hohe Patrizierin dargestellt, mit einem eher strengen Auftreten, einem eleganten Kleid und einer sehr kuriosen Kopfbedeckung, die ihr Gesicht teilweise umhüllt. Ihre rechte Hand hält ein geschlossenes Gefäß, während sich die linke auf ein offenes Buch stützt, das vom geschnitzten Pult getragen wird. Auf den Seiten dieses Buches steht der Satz: de excelso caelorum habitaculo prospexit dominus humiles suos et nascitur in diebus novissimis de virgine habraea in cunabulis terrae («Aus der erhabenen Behausung des Himmels hat Gott seinen Blick auf seine demütigen Diener gerichtet; er wird in den letzten Tagen einer jüdischen Jungfrau in der Wiege der Erde geboren werden»), der als Prophezeiung der Geburt Jesu gesehen wird.                                                                                              |
| Persische Sibylle     | Persica (orientalisch) | Benvenuto di Giovanni (Entwurf zugeschrieben)                                                                         | 1483     | 1866–1869     | Die letzte Sibylle im rechten Gang ist die einzige der Serie, die 1483 hergestellt wurde. Am 3. Oktober wurde Urbano da Cortona für den Entwurf bezahlt. Vor der Tür des Glockenturms gelegen, erlitt sie eine große Abnützung und wurde zwischen dem 18. und 19. Jahrhundert umfassend restauriert. Sie wird als angenehme Frau mittleren Alters dargestellt, deren Kopf in einen einfachen Schleier gehüllt und mit flatternden Schleier bekleidet ist. In der linken Hand hält sie ein Buch und mit der rechten richtet sie ihre Aufmerksamkeit auf einen Tisch, der auf einem Rednerpult mit dreieckiger Basis steht. Die Inschrift: panibus solum quinque et piscibus duobus hominum millia in foeno quinque satiabit reliquias tollens xii cophinos implebit in spem multorum («Mit fünf Broten und zwei Fischen wird der Hunger von fünftausend Menschen auf dem Feld gestillt. Die Reste füllen zwölf Körbe für die Hoffnung vieler»), in Anspielung an die Wundersame Brotvermehrung. Die ihr zugeschriebene Prophezeiung ist die einzige, die sich nicht mit der Geburt oder Erlösung Christi beschäftigt. Unter ihren Füßen informiert ein Tisch, dass es Nicarone ist, der von ihr Zeugnis ablegt. Enzo Carli ging aufgrund der Ähnlichkeiten mit der Sibilla Albunea davon aus, dass Benvenuto di Giovanni zum Entwurf beigetragen hat. |

#### Linker Gang

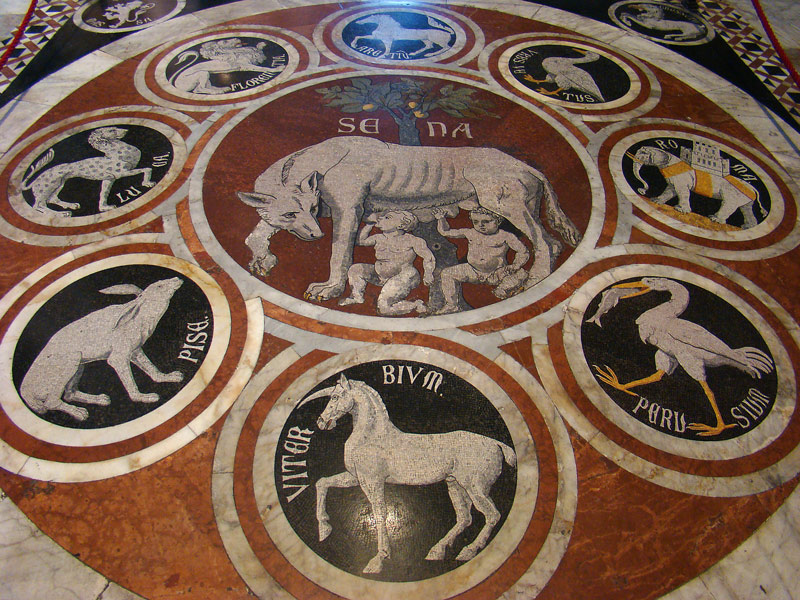
Die sienesischen Wölfe

| IMG                     | Sibylle                              | Künstler                                                                                         | Jahr     | Restaurierung | Beschreibung |
| ----------------------- | ------------------------------------ | ------------------------------------------------------------------------------------------------ | -------- | ------------- | --- |
| Libysche Sibylle        | Lybica (italienisch)                 | Guidoccio Cozzarelli (Entwurf)                                                                   | 1483     | 1866–1869     | Sie befindet sich am Beginn des linken Ganges und ist von afrikanischer Herkunft mit dunkler Haut dargestellt: das Gesicht, Hals, Hände und Füße sind aus schwarzem Marmor und erzeugen eine bemerkenswerte Wirkung. Der Kopf ist verhüllt und von einer Blumenkrone gekrönt. Sie hat eine ausgerollte Schriftrolle in der linken Hand und hält mit der rechten Hand ein offenes Buch zur Schau. Die Inschrift lautet: colaphos accipens tacebit dabit in verbera innocens dorsum («Er wird geschlagen und schweigen. Er wird den Schlägen seinen unschuldigen Rücken anbieten»). Zu ihrer Linken befindet sich eine von verdrehten Schlangen getragene Tafel, auf der folgende Inschrift aufgedruckt ist: in manus iniquas veniet. dabunt deo alapas manibus in cestis. miserabilis et ignominiosus. miserabilibus spem praebebit («Er wird in ungerechte Hände kommen. Mit unreinen Händen werden sie Gott auspeitschen. Elendig und schmachvoll wird er die Hoffnung mit den Elenden verbinden»). Die beiden Inschriften beziehen sich auf die Geißelung Jesu. Die Zeichnung wird Guidoccio Cozzarelli aufgrund einer Erwähnung in der Chronik des sienesischen Tizio mit dem Jahr 1483 zugeschrieben. |
| Hellespontische Sibylle | Hellespontica (griechisch)           | Neroccio di Bartolomeo de’ Landi (Entwurf)                                                       | ca. 1483 | 1864–1865     | Die Inschrift unter den Füßen dieser Sibylle besagt, dass sie auf trojanischem Boden geboren wurde und dass sie nach zeitgenössischer Ansicht mit Cyrus identisch ist. Die Figur ist anmutig, vermittelt etwas gigantischen Proportionen. Die Physiognomie und die komponierte Eleganz erinnern an den Stil von Neroccio di Bartolomeo de' Landi, und wird auf 1483 datiert. Ihr Haar wird von einem Diadem aus Juwelen gekrönt und fällt frei auf ihre Schultern, wenn auch teilweise durch Bänder getrennt. Mit der linken Hand hält sie ein halboffenes Buch. Ihr Kleid wird an der Taille von einem kleinen, mit Edelsteinen besetzten Gürtel kaum gehalten und zu ihrer Linken befindet sich eine auf zwei Säulen ruhende Tafel, vor der ein Wolf und ein Löwe sitzen, die sich freundlich eine Pfote geben: es ist vielleicht eine Anspielung auf den Vertrag zwischen Siena und Florenz; eine andere Interpretation sieht die beiden Tiere als Symbole für Juden und Heiden, die durch das göttliche Opfer erlöst wurden. Eine Inschrift lautet: in cibum fel in sitim acetum dederunt hanc in hospitalitatis mostrabunt mensam; templi vero scindetur velum et medio die nox erit tenebrosa tribus horis («Sie gaben ihm Gallensaft und Essig für seinen Durst; sie werden ihm die Tafel der Ungastlichkeit zeigen. In Wahrheit wird der Schleier des Tempels auseinandergerissen und mitten am Tag wird es drei Stunden lang dunkle Nacht geben»), die auf die letzten Momente des Lebens Jesu und seinen Kreuzestod anspielt.              |
| Phrygische Sibylle      | Phrygia (griechisch)                 | Benvenuto di Giovanni (Entwurf, zugeschrieben), Luigi di Ruggiero und Vito di Marco (Ausführung) | ca. 1483 | 1864–1865     | Aus der Begleittafel kann man ersehen, dass diese Sibylle, von der es im Allgemeinen wenig Informationen gibt, in Ankara prophezeite. Sie wird Benvenuto di Giovanni (1483, wie die anderen in diesem Bereich) zugeschrieben und ist so gekleidet, wie sich der Künstler eine phrygische oder semiorientale Kleidung erdacht hat. Mit der linken Hand hält sie ein offenes Heft mit der Inschrift: solus deus sum et non est deus alius („Ich bin der einzige Gott und es gibt keinen anderen Gott“). Ihre Rechte weist auf eine Tafel über zwei leierförmigen Stützen hin, zwischen denen Torsi und Köpfe von nackten Gestalten flehentlich erscheinen, die aus einem Grab zu kommen scheinen. Eine weitere Inschrift berichtet: tuba de caelo vocem luctuosam emittiert tartareum chaos ostendet dehis cens terra veniet ad tribunal dei reges omnes deus ipse iudicans pios simul et impios tunc denum in pios in ignem et tenebras mittet qui autem pietatem tenet iteru vivent („Vom Himmel werden die Trompeten ein Totengeräusch erschallen. Die sich öffnende Erde wird das tartarische Chaos offenbaren. Alle Könige werden vor dem Tribunal Gottes erscheinen. Gott selbst richtet die Frommen und die Gottlosen gleichzeitig, nur die Gottlosen wird er in das Feuer der Dunkelheit werfen. Diejenigen, die die Gerechtigkeit bewahren, werden jedoch wieder leben“) und sich auf das Endgericht beziehen. Die traditionelle Zuschreibung zeigte als Autoren Luigi di Ruggiero und Vito di Marco, die eher die bloßen Ausführenden waren. |
| Samische Sibylle        | Samia (griechisch)                   | Matteo di Giovanni (Entwurf)                                                                     | 1483     | 1864–1865     | Dieses Sibylle machte Samos zu ihrem Hauptwohnsitz, obwohl sie in der Troas geboren wurde; wie uns Eratosthenes berichtet hat. Sie ist von Matteo di Giovanni signiert und auf der Tafel mit 1483 datiert. Als schlanke Prinzessin mit flatternden Stoffen und Bändern im Haar dargestellt, hält sie ein offenes, reich gebundenes Buch in der linken Hand. Ein merkwürdiger und charakteristischer Charakterzug von Matteos Werk zeigt sich in dem hübschen Cherubinokopf mit verlängerten Flügeln, der einen Gürtel um ihr Gewand unter ihren Hüften schließt. Die Tafel neben ihr, die von zwei Figuren mit Löwenkopf getragen wird, enthält die Inschrift: tu enim stulta iudaea deum tuum non cognovisti lucentem mortalium mentibus sed et spinis coronasti orridum que fel miscuisti («Denn du, dummer Jude, hast deinen Gott nicht erkannt und strahlst im Geiste der Menschen. Aber du hast ihn mit Dornen gekrönt und ihm bittere Galle gegeben»), ein Hinweis auf die Skepsis der Juden bei der Anerkennung Christi. |
| Tiburtinische Sibylle   | Tiburtina oder Albunea (italienisch) | Benvenuto di Giovanni (Entwurf)                                                                  | 1483     | 1864–1865     | Mit einer Zahlung an Benvenuto di Giovanni vom 18. Mai 1483 (Pecci, 1752) ist die Zeichnung einer Figur dieses Themas im letzten Teil des linken Ganges verbunden. Sie wurde zwischen 1864 und 1865 restauriert. Sie ist eine elegante und schlanke Figur, mit einer für den Künstler typischen Monumentalität. Gekleidet in eine reiche Draperie, mit flatternden Schleier an den Seiten und einer spitzen Kopfbedeckung. Das dynamische Motiv der Schleier wird durch Symmetrie verlangsamt und verstärkt die ruhige Statue der Figur. Die Inschrift der Tafel, die mit einem Cherub oben rechts verbunden ist, lautet: nascetur Christus in Bethlehem, annunciabitur in Nazareth regnante tauro pacifico fundatore quietis. o felix Mater cuius ubera illum lactabunt («Christus wird in Bethlehem geboren und in Nazareth verkündet werden, dieweil der friedfertige Taurus, der Stifter der Ruhe, regiert. O glücklich die Mutter, deren Brust jenen säugen wird»). |

### Hauptgang
Der Bereich unter den Bögen des Mittelschiffes war wahrscheinlich der erste dekorierte, vielleicht zuerst in Mosaik ausgeführt und später in Marmor (opus sectile), der für den gesamten Boden der Kathedrale verwendet wurde.
Neben eingelegtem Marmor in verschiedenen Farben wurden die Figuren dann an den Rändern mit Furchen versehen und dann mit Pech gefüllt, um kleine dunkle Flecken hervorzuheben.
Die Abnützung entlang der zentralen Passage führte dazu, dass heute keine der Figuren original ist, aber die Überarbeitung im Laufe der Jahrhunderte musste sehr treu sein, da die ursprüngliche Technik des Mosaiks in der vielleicht ältesten Szene, der sienesischen Wölfin und der Symbole der verbündeten Städte herum, beibehalten wurde.
Dieser Bereich ist, abgesehen von der Figur des Hermes Trismegistos, stilistisch den Sibylen ähnlich. Er wird durch allegorische Darstellungen und nicht durch Figuren oder Erzählszenen geprägt, um die Breite der Botschaft dieses wichtigen Teils des Gebäudes zu betonen.
| IMG | Thema                                                               | Künstler                                            | Jahr     | Restaurierung | Beschreibung |
| --- | ------------------------------------------------------------------- | --------------------------------------------------- | -------- | ------------- | --- |
|     | Hermes Trismegistos                                                 | Giovanni di Stefano (Entwurf zugeschrieben)         | 1488     | ?             | Die erste Szene vor dem zentralen Gang, in der auch die Inschrift castissimum virginis templus caste memento ingredi steht, zeigt Hermes Trismegistos, einen weisen Ägypter, der als Bewahrer aller alten Weisheiten erwähnt wird, also als Symbol für den Beginn des irdischen Wissens. Die Kopfbedeckung des Weisen ist eine Neuinterpretation von Merkurs geflügeltem Helm. Wie die Kartusche zu seinen Füßen erklärt, galt er als Zeitgenosse von Moses: hermis mercurius trismegistus contemporaneus moysi. Er wird als orientalischer Weiser dargestellt, indem er mit der rechten Hand zwei anderen Männern ein Buch anbietet, während er sich mit der linken Hand auf ein Zitat stützt, das auf einer von zwei geflügelten Sphingen getragenen Tafel geschrieben ist. Die beiden Männer, die einen Akt der Ehrerbietung vollziehen, könnten vielleicht die Typologien der Weisen in Ost und West sein. Die Inschrift lautet: deus amnium creator secum deum fecit visibilem et hunc fuit primum et solum quo oblectatus est et valde amavit proprium filium qui appellatur sanctum verbum. Es ist eine Anspielung auf die Schöpfung, die durch das „sanctum Verbum“ stattgefunden hat, und diese Prophezeiung ist eine Passage aus Pimander, einem der Texte des Corpus Hermeticum. Auf den Seiten des Buches wird dagegen auf Ägypten als Sitz der alten Weisheit verwiesen, auf die wahrscheinlich auch die beiden Sphingen hinweisen: suscipite o licteras et legis egiptii. Das Buch beschreibt die Hauptfunktionen von Hermes: Gesetzgeber, Erfinder des Schreibens, Philosoph und Priester. Das Werk wurde mit 1488 datiert und Giovanni di Stefano basierend auf Ähnlichkeiten mit der Sibilla Cumana zugeschrieben. |
|     | Die sienesische Wölfin zwischen den Symbolen der verbündeten Städte | Unbekannt (überarbeitet von Leopoldo Maccari)       | ca. 1373 | 1864–1865     | Das zweite Panel ist um einen großen Kreis herum organisiert, der eine Darstellung der sienesischen Wölfin enthält, die die Zwillinge Senius und Aschius saugt, umgeben von Totemtieren aus einer Reihe von verbündeten Städten: das Pferd von Arezzo, der Marzocco-Löwe von Florenz, der Panther von Lucca, der Hase von Pisa, das Einhorn von Viterbo, der Storch von Perugia, der Elefant von Rom und die Gans von Orvieto Dies sind sehr alte, oft veraltete, Symbole und wahrscheinlich so gewählt, dass sie eine abwechslungsreiche Serie darstellen: Rom zum Beispiel wird nicht als Kapitolinische Wölfin gewählt, dass ähnlich der sienesischen ist. An den vier Ecken befinden sich weitere Kreise mit dem Löwen von Massa Marittima, dem Adler von Volterra, dem Drachen von Pistoia und dem Gänsegeier von Grosseto. Abgesehen von Rom sind die ausgewählten Städte idealerweise Teil des Territoriums der Toskana, einschließlich der Städte, die sich heute in Umbrien oder im oberen Latium befinden. Dieses Paneel ist das einzige im Mosaik von dem es im Museo dell'Opera del Duomo noch einige sehr abgenutzte Originalstücke gibt. Sie geht bis ins Jahr 1373 zurück, passend zu den gotischen Inschriften der Darstellung. Es stammt von einem unbekannten Autor und wurde 1864–1865 von Leopoldo Maccari erneuert. |
|     |                                                                     | Unbekannt                                           | ca. 1374 | nach 1865     | Die Darstellung ist dekorativer und stellt ein Rad, bzw. eine große Domrosette aus kleinen Säulen und Spitzbögen dar. Im Zentrum steht der Doppeladler, Wahrzeichen des Heiligen Römischen Reiches, der an die ghibellinische Loyalität der Stadt, die Kontinuität Sienas zur römischen Welt und die Bedeutung der höchsten Bürgermacht des Mittelalters erinnert. Obwohl diese Fläche im 19. Jahrhundert vollständig renoviert wurde, ist sie stilistisch gesehen auf eine Zeit unmittelbar nach der Wölfin zu datieren. |
|     | Allegorie des Hügels der Weisheit                                   | Pinturicchio (Entwurf), Paolo Mannucci (Ausführung) | 1505     | 1859          | Der Rektor Alberto Aringhieri beauftragte 1505 Pinturicchio mit dieser Szene. Die Ausführung erfolgte von Paolo Mannucci. Pinturicchio, der am 13. oder 15. März dieses Jahres bezahlt wurde, arbeitete zur gleichen Zeit an der Piccolomini-Bibliothek, offenbar mit Unterstützung des jungen Raffael. Das Rechteck zeigt eine komplexe Allegorie von Fortuna und Weisheit. Die erste ist als nackte Frau dargestellt, mit einem Fuß auf einer Kugel (Symbol der Unbeständigkeit), und dem Symbol des Erfolgs, ein Füllhorn und vom Wind geschwollene Segel. Der linke Fuß ruht auf einem Boot mit gebrochenem Mast, mit dem eine Gruppe von Weisen auf dem Hügel der Weisheit angekommen ist, der die Szene dominiert. Auf einem steilen Pfad, der mit Steinen, kleinen Pflanzen und Tieren (Symbole der Laster) übersät ist, versuchen sie, die Spitze des Hügels zu erreichen, wo Weisheit (oder Frieden) sitzt und ein Buch und die Siegespalme hält. An seinen Seiten Sokrates, für den die Palme (dessen Selbstmord als Märtyrertod gilt) bestimmt ist, und Krates von Theben, der einen Korb voller Juwelen und Münzen ins Meer leert, Symbol des Verzichts auf das illusorische Glück des materiellen Reichtums. Rund um das Meer ist es stürmisch. Die Botschaft der Allegorie, die an sich schon klar ist (Tugend kann erreicht werden, aber mit Schwierigkeiten), wird auch durch die Kartusche über der Weisheit geklärt: huc properate viri: salebrosum scandite montem pulchra laboris erunt premia palma quies. |
|     |                                                                     | Unbekannt (überarbeitet von Leopoldo Maccari)       | 1372     | 1864–1865     | Der letzte Rechteck der zentralen Allegorien stellt das Glücksrad dar, an das sich der sienesische Historiker Tizio erinnert, wie es im November 1372 ausgeführt wurde. Die aufgrund ihrer Lage stark abgenutzte Szene wurde bereits im 18. Jahrhundert (wie Faluschi erinnerte) überarbeitet und 1864–1865 durch Leopoldo Maccari vollständig ersetzt. Das Motiv bezieht sich auf ein Thema, das der mittelalterlichen Kunst sehr am Herzen liegt und oft an den Fassaden von Kirchen dargestellt wird. Das Rad stellt menschliche Ereignisse dar und ist als Kreis dargestellt, der von acht konzentrischen Säulen getragen wird, auf denen ein König auf einem Thron sitzt, mit drei Figuren, die das Rad am unteren, rechten und linken Ende umfassen. Das Ganze ist von einem gemischten Rahmen umgeben, mit einem Diamanten in der Mitte und vier Sechsecke an den Ecken, welche die vier antiken Philosophen repräsentieren: Epiktet, Aristoteles, Euripides und Seneca. Jeder von ihnen hält eine Schriftrolle mit Inschriften, die mit dem Thema Glück verbunden sind. Das Rad ist heute mit dem Purismus des 19. Jahrhunderts verbunden, der sich gut an den Komplex des Bodens anpasst, aber sein ursprüngliches Aussehen musste ausdrucksstärker gewesen sein, vielleicht ähnlich einer ähnlichen Darstellung von Dominikus von Nikolaus im Chor der Kapelle des Palazzo Pubblico, wo die Figuren eher satirisch als moralisierend sind, verbunden mit einem Motto, das auf die Wendung des Schicksals hinweist: „regno, regnabo, regnavi, sum sine regno“. |

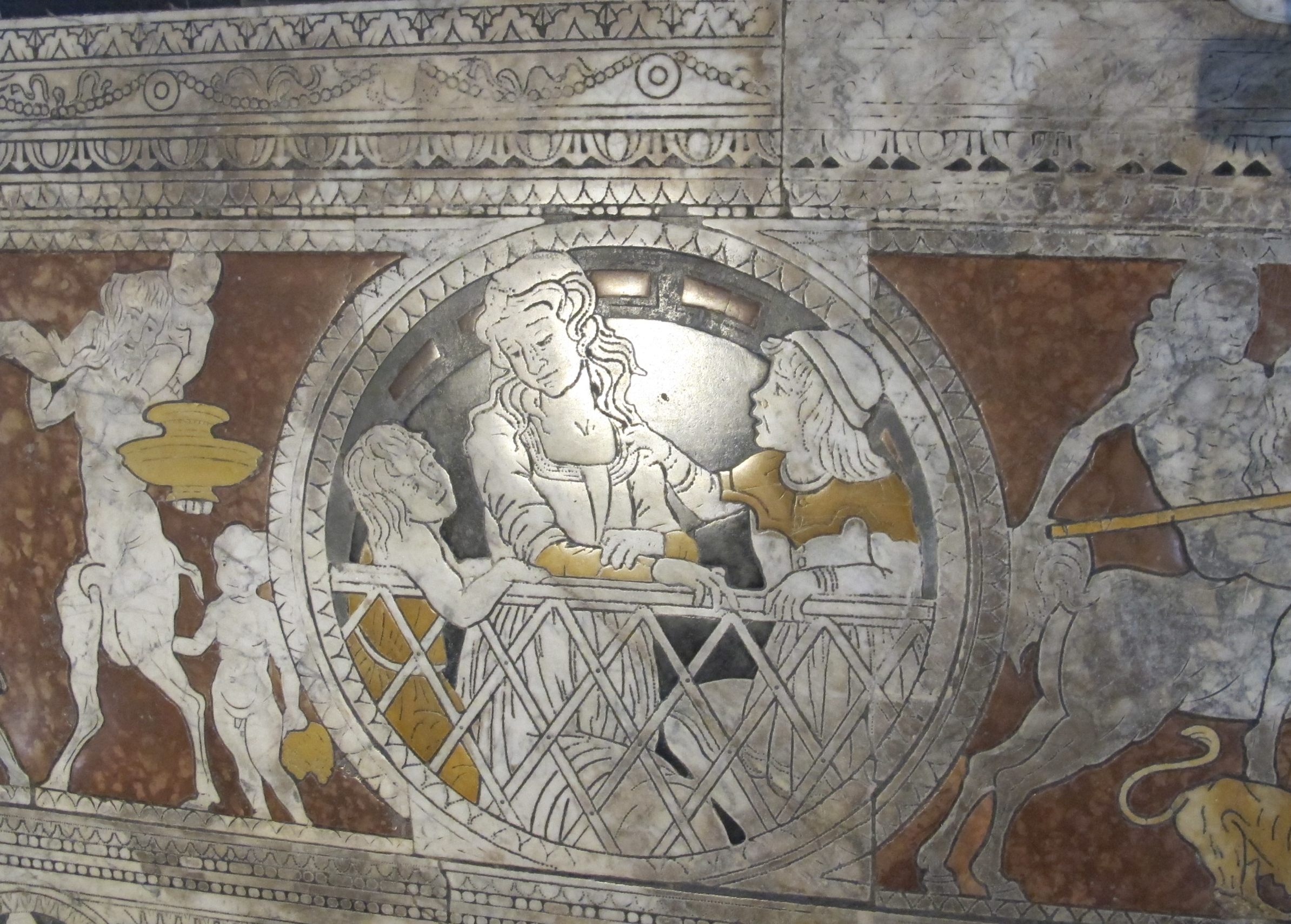
Detail des Massakers an den Unschuldigen

### Linkes Querschiff
Im Bereich der Vierung sind die Darstellungen nicht mehr die Figuren der Antike und Allegorien, sondern Themen der jüdischen Geschichte, also der „sub lege“ -Periode nach der göttlichen Offenbarung. Dies sind große Szenen in Bezug auf Größe und Reichtum der Erzählung, überfüllt mit vielen, manchmal zu vielen Charakteren, eine Eigenschaft, die den meisten Szenen der Vierung gemeinsam ist.
In den biblischen Erzählungen gibt es genaue Hinweise auf die lokale Geschichte, ein Thema, das den Sienesen besonders am Herzen liegt. Diese enge Verbindung zwischen bürgerlichem und religiösem Leben manifestierte sich schon früh in Siena, wie die Fresken mit einem zeitgenössischen historischen Thema im Palazzo Pubblico oder beispielsweise die an Maria „sis causa Senis requiei“ („Friedensgarantie an Siena“) gerichtete Anrufung auf der Inschrift in der Maestà von Duccio di Buoninsegna, die sich auf dem Hauptaltar des Doms befindet, zeigen.
Selbst auf einem Schlüsselwerk wie dem Boden des Doms wird daher auf den Traum von Macht und Größe der Sienesen, damals der größte Staat der Toskana, durch die Kampfszenen des jüdischen Volkes verwiesen, in denen sie ihre eigenen Ereignisse verklären können.
Die evangelischen Szene des Massakers an den Unschuldigen wurde wahrscheinlich wegen ihres blutigen Inhalts ähnlich den anderen Szenen gewählt, aber es wurde auch festgestellt, dass sie fast einen Schatten der Erkenntnis auf das ruhmreiche, aber traumatische Ende der Unabhängigkeit Sienas wirft.
| IMG | Thema                        | Künstler                                                                                      | Jahr      | Restaurierung | Beschreibung |
| --- | ---------------------------- | --------------------------------------------------------------------------------------------- | --------- | ------------- | --- |
|     | Vertreibung des Herodes      | Benvenuto di Giovanni (Entwurf)                                                               | 1485      | 1869–1878     | Die erste Szene, auf die Sie stoßen, ist die Vertreibung von Herodes, eine große Szene, für die Benvenuto di Giovanni 1485 bezahlt wurde (restauriert 1869–1878), umgeben von einem kostbaren Fries aus Löwenpaaren, das 1484 von Bastiano di Francesco entworfen wurde. Das Motiv stammt aus Jüdische Altertümer von Flavius Josephus, dessen Text auf einer Tafel, gestützt von vier Engeln in Flug, in der Mitte des dunklen Himmels dargestellt ist. Im Zentrum der Szene dominiert die Darstellung einer heftigen Schlacht, ein sehr seltenes Thema in der sienesischen Malerei. Der Blick auf die linke Seite der Stadt ähnelt Siena mit seinen Mauern, während die Darstellung des von einer Schlange angegriffenen Adlerhorstes in einer zentralen Position nahe der Festung wahrscheinlich an die Ereignisse von 1482 erinnert, als der Tyrann Pandolfo Petrucci aus der Stadt vertrieben wurde. |
|     | Massaker an den Unschuldigen | Matteo di Giovanni (Entwurf) Francesco di Niccolaio oder Nanni di Piero di Nanni (Ausführung) | 1481–1482 | 1790          | Während der „Konstruktion“ dieses Teils des Bodens war Italien schockiert über die schreckliche Plünderung und Zerstörung von Otranto im Jahr 1480, so auch der Herzog von Kalabrien, der es im folgenden Jahr von den Invasoren befreite. Viele Menschen wurden massakriert und die meisten Kinder wurden als Sklaven verkauft. Die Bestürzung war so groß, dass Papst Sixtus IV. die Aufmerksamkeit der Städte auf die Katastrophe lenkte, indem er betonte, dass keine von ihnen sicher sei. Er bat sie ihre politischen Kämpfe beiseite zu legen, um sich der gemeinsamen Verteidigung gegen die Muslime anzuschließen. Die 1481 entstandene und 1482 bezahlte Szene wurde von Francesco di Niccolaio und Nanni di Piero di Nanni nach einem Entwurf von Matteo di Giovanni gestaltet und 1790 von Matteo Pini und Carlo Amidei restauriert. Die lebendige Szene spielt sich vor einem hufeisenförmigen Portikus ab, auf dem sich ein wertvolles Fries aus Duellanten im klassischen Stil befinden. Auf runden Balkonen verfolgen einige Zuschauer die Veranstaltung mit einem Hauch von Selbstzufriedenheit und Spaß, als wären sie im Theater. König Herodes sitzt auf einem prächtigen Renaissance-Thron aus geschnitztem Marmor und befehligt seinen Soldaten das Massaker. Die Technik unterscheidet sich von derjenigen im Kirchenschiff, indem eine größere Anzahl farbiger Marmore verwendet wird, um Schatten- und Lichtbereiche zu schaffen. Nach einem Verfahren, das perfektioniert wird und das in den von Beccafumi entworfenen Szenen seinen Höhepunkt findet. |
|     | Geschichte der Judith        | Francesco di Giorgio Martini oder Urbano da Cortona (Entwurf zugeschrieben)                   | 1473      | 1790          | Dieses Panel zeigt auch eine weitreichende Szene, umgeben von einem „Naspi“-Fries, die in Tizios Chronik Urbano da Cortona zugeschrieben wird, der 1473 daran arbeitete. Neuere Studien, wie die von Carli, haben stattdessen den Namen Francesco di Giorgio Martini aufgrund enger Ähnlichkeiten, wie die Figur der Judith und die vielen jungen Mädchen, die der sienesische Meister gemalt hat, oder wegen der so „idealen“ Umgebung für den Blick auf die Stadt, erhalten. Die Szene, die 1790 von Carlo Amidei und Matteo Pini umfassend restauriert wurde, erzählt die Geschichte von Judith von Betulia. Um ihre eigene Stadt zu retten, tötet sie den Anführer der assyrischen Belagerungen, nachdem sie ihn in seinem Lager betrunken gemacht hat. Sie ist dargestellt während sie mit ihrer Magd in die Stadt, mit dem Kopf des Tyrannen in einem Korb, zurückkehrt. Währenddessen wirft sich vor den Mauern die jüdische Kavallerie in einen siegreichen Kampf gegen Feinde ohne Kommandanten. Es gibt zahlreiche klassische Zitate, vor allem in der Architektur, verziert mit Girlanden und Grabsteinen mit humanistischen Büsten. |

### Rechtes Querschiff
Im rechten Querschiff ist die Bodendekoration in erster Linie nicht mit den Geschichten des Alten Testaments verbunden und präsentiert eine gewisse Vielfalt an Stilen und Techniken. Neben den Geschichten von Abschalom und Jiftach gibt es die ungewöhnliche Darstellung des Kaisers Sigismund, und im Bereich vor Kapelle des Gelübdes (oder Chigi-Kapelle) gibt es allegorische Figuren aus dem Jahr 1780 (neunzig Jahre später mit einem identischen Motiv erneuert). Der gesamte Bereich ist, wie auch im linken Arm des Kreuzes, in drei Gruppen unterteilt. Die obere, in zwei Teile geteilte, zeigt die Szene des Kaisers und des Todes von Abschalom. Die mittlere zeigt die komplexen, figurreichen Geschichten vom Opfer Jiftach. Die untere wird von den kleinen Allegorien vor der Kapelle des Gelübdes, einem wichtigen Stadtheiligtum, eingenommen. Aus diesem Grund sind die Geschichten auf sie und nicht auf den Rest der Kirche bezogen. Auf der Höhe der letzten Gruppe befindet sich, entsprechend dem zentralen Sechseck, ein Dreieck mit geometrischen Verzierungen.
| IMG | Thema                                   | Künstler                                                                                     | Jahr        | Restaurierung | Beschreibung |
| --- | --------------------------------------- | -------------------------------------------------------------------------------------------- | ----------- | ------------- | --- |
|     | Kaiser Sigismund und seine Minister     | Domenico di Bartolo                                                                          | 1434        | ca. 1865      | Der Kaiser Sigismund besuchte Siena und die Bürger hofften inständig, dass er am Krieg gegen Florenz teilnehmen würde: Aus diesem Grund gehört seine Figur zu den Kriegsschauplätzen, als die schützende Gottheit eines drohenden Konflikts. Der Kaiser sitzt auf einem Thron unter einer Renaissance-Ädikula, mit einer Nische, einem Fries mit Oculi, Säulen und Girlanden. Zwei Putten halten heraldische Schilde mit dem Doppeladler. Auf den Stufen vor dem Thron stehen sechs sitzende oder stehende Figuren, die aufgrund ihrer Kleidung als Würdenträger, Zivilisten und Soldaten identifiziert werden können. Die Szene wurde 1434 von Domenico di Bartolo übergeben und ist ein wichtiges Zeugnis für die Erneuerung der Renaissancethemen in Siena: Die Verwendung der perfekten Zentralperspektive in den 30er Jahren ist eine Errungenschaft, die in den gleichen Jahren in Florenz selbst sporadisch angewandt wurde. Die Tafel wurde bereits 1485 und wieder in der zweiten Hälfte des 19. Jahrhunderts restauriert. |
|     | Tod von Abschalom                       | Piero del Minella (Entwurf)                                                                  | 1447        | ?             | Umrahmt von gotischen dreiteiligen Hängebögen, zeigt es die Strafe für Abschalom, Davids rebellischen Sohn, der floh und sich mit seinen Haaren in einem Baum verfangen hat, wo er von den Anhängern seines Vaters eingeholt und getötet wurde. Die Geschichte wird durch die Inschrift verdeutlicht, die zur Basis der Szene führt: absalon vidi pender pe' capelli, poi che fedò la camera paterna, e tucto era 'nflizato di quadrelli. Um die hängende Figur von Abschalom herum stehen zwei Gruppen von Kriegern, die idealerweise durch die Linien der Speerstäbe verbunden sind, die den Prinzen durchdringen. Der Stil zeichnet sich durch eine klare kompositorische Klarheit aus, mit einigen gotischen Stilelementen, wie den eher nervösen Konturlinien und der Formgebung der Natur, wie die Blätter der Bäume, die einzeln dargestellt werden. Es ist das Werk von Pietro del Minnella, dem Baumeister des Doms, der auch in Orvieto tätig war und es 1447 schuf. |
|     | Opfer Jiftachs                          | Neroccio di Bartolomeo de’ Landi (Entwurf zugeschrieben), Bastiano di Francesco (Ausführung) | 1481–1485   |               | Die Geschichte von Jiftach wird im Buch der Richter erzählt (11, 29–40) und wird hier von einem eleganten Fries aus gegenüberliegenden Delfinen, Muscheln und Palmen eingerahmt. Vor dem Hintergrund einer weiten Landschaft mit einer ummauerten Stadt auf der Spitze (aus der typische Renaissance-Gebäude herausragen), Bergen und einem Militärlager findet der Kampf zwischen den Truppen des jüdischen Richters Jiftach und den Ammoniten statt. Links gibt Jiftach mit seinem Ross, verkleidet als römischer Kaiser, seinen Männern Befehle und neben ihm sieht man zwei junge elegante Soldaten im Gespräch. Im Hintergrund kehrt Jiftach in die siegreiche Stadt zurück, trifft seine Tochter und deutet das Opfer an, das er Gott im Austausch für den Sieg versprochen hatte. Im zentralen Tempel, oben links, findet die Opferszene zur Erfüllung des Gelübdes statt. Der Steinmetz Bastiano di Francesco wurde für diese Arbeit bezahlt die er, nach einem Entwurf der Urbano da Cortona oder Neroccio di Bartolomeo de’ Landi zugeschrieben wird, von 1481 bis 1485 geschaffen hat. Zahlreiche Details wurden als „neoklassische Harmonie“ definiert, wie die Dynamik der Pferde im Kampf oder die Art und Weise, wie der maurische Krieger im Vordergrund präsentiert wird. Details, die sich auf einen altertumskundlichen Geschmack Sienas des 15. Jahrhunderts beziehen. Bis 1661 blieb dieser Abschnitt des Fußbodens vor der Tür der Vergebung. |
|     | Sieben Alter des Menschen               | Antonio Federighi                                                                            | 1475        | 1869–1878     | Vor der Kapelle des Gelübdes befinden sich vier Tafeln, von denen eine vollständig mit geometrischen Figuren um eine Lilie gefüllt ist; folgt einem sechseckigen Motiv mit einer Raute in der Mitte, die alle von einem Fries mit Delfinen und einer Verzierung umrahmt sind. Hier sind die Darstellungen der Sieben Lebensalter des Menschen (Kleinkind, Kind, Jugend, Jugendjahre, Erwachsene und Alter; in der zentralen Raute Gebrechlichkeit), dargestellt durch eine ganze männliche Figur und ein florales Motiv, mit Ausnahme der Gebrechlichkeit, die mit Krücken zu einem offenen Grab geht. Rechts neben jeder Figur befindet sich eine große Inschrift, die die verschiedenen Altersgruppen angibt. Dieses Werk wurden in den Jahren 1869–1878 von Leopoldo Maccari und Giuseppe Radicchi komplett umgestaltet und ersetzen das von Antonio Federighi, welches sich heute im Museo dell’Opera del Duomo befindet. Federighi wurde für die letzten Szenen am 24. April 1475 bezahlt. |
|     | Religion und Drei theologische Tugenden | Alessandro Franchi                                                                           | 1870 (1780) |               | Der Bereich unmittelbar hinter der Cappella del Voto wurde erst im 18. Jahrhundert dekoriert und es ist nicht bekannt, ob dieser Bereich bereits im 15. Jahrhundert dekoriert wurde oder nicht. Es ist die Personifizierung der Religion dargestellt (in einem Platz in der Mitte, am Eingang zur Kapelle) und drei Theologische Tugenden (in Sechsecken an den Seiten und in einem Oval in der Mitte), eine Neufassung der Figuren eines ähnlichen aber nicht gewürdigten Motivs von Carlo Amidei und Matteo Pino trägt die priesterliche Kleidung und hat offene Flügel, die den Hirtenstab und die Schlüssel des Königreichs des Himmels innerhalb einer Kirchenarchitektur halten; sie hat das verhüllte Gesicht, was die göttliche Unergründlichkeit bedeutet. Die Tugenden stehen für „Hoffnung“, „Glaube“ und „Liebe“. Insbesondere die erste sitzt auf einem Sitz im Renaissancestil, der von einem Anker getragen wird und einen inspirierten Ausdruck hat, ohne jedoch ausdrucksstark zu wirken. |

### Zentrales Sechseck

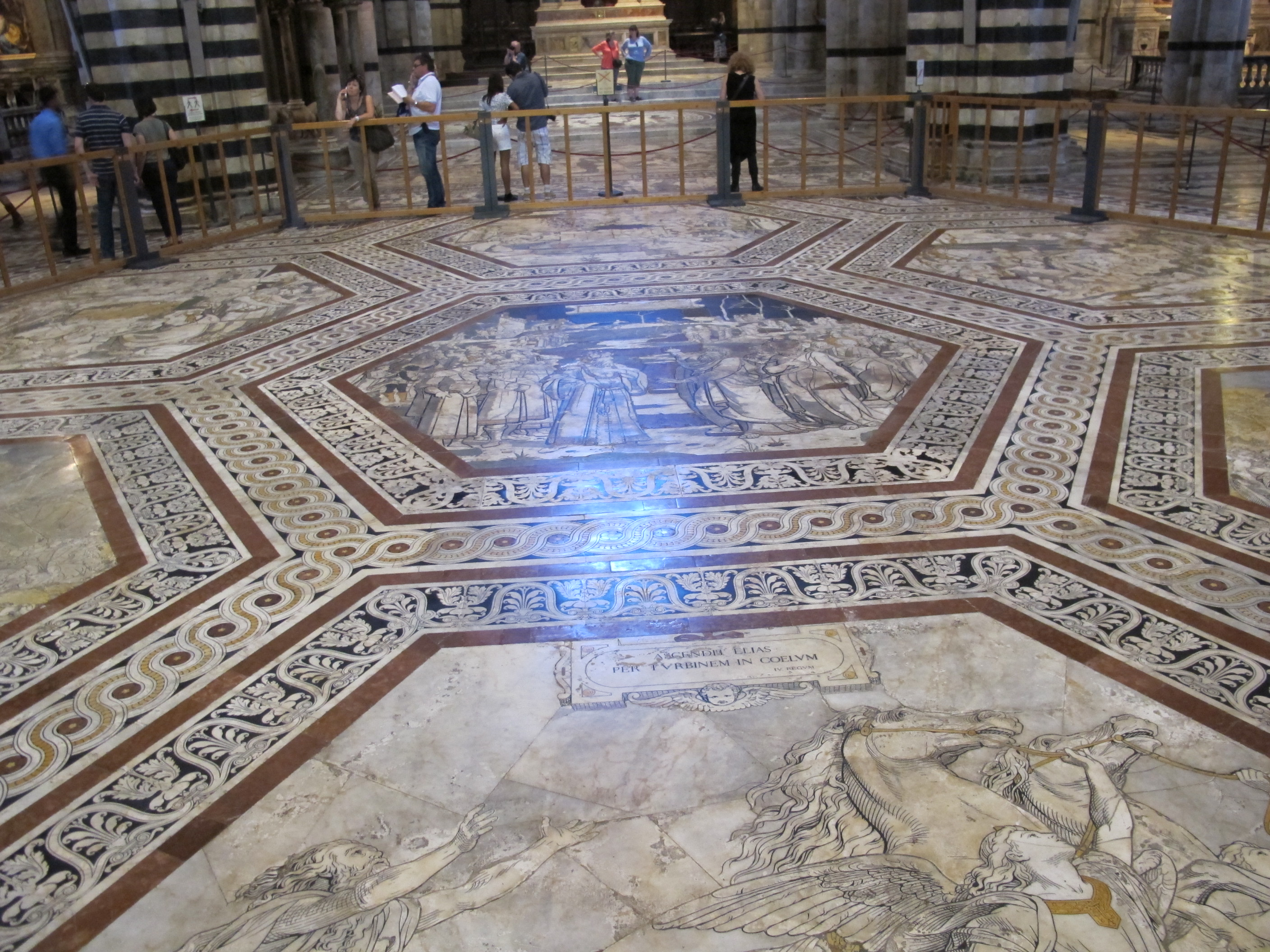
Zentrales Sechseck

Das große zentrale Sechseck unter der Kuppel ist in sechs weitere Sechsecke und ein zentrales Siebentes unterteilt, die alle gleich groß sind, und um die Ecken des größeren Sechsecks auszufüllen, werden sechs rautenförmige Felder benötigt, die unterschiedlich ausgerichtet sind. Jeder Bereich ist von einem eleganten Spiralfries mit Pflanzenmotiven und einem weiteren gewebten Band nach dem Design von Beccafumiano umgeben. Das Lesen der Szenen folgt keinem rigorosen logischen Schema, sondern geht von einem Quadrat zum anderen mit Unterbrechungen und Bedeutungsänderungen. Es erzählt vom Triumph des Propheten Elija über die Priester des von König Ahab geschützten Gottes Baal (1 Kö 17–22). Auf der Grundlage des biblischen Textes beginnen wir in der Rauten rechts (Elija, der von einer Krähe in der Wüste gespeist wird), um gegen den Uhrzeigersinn in den unteren Rauten fortzufahren (Begegnung mit der Witwe und der Auferstehung ihres Sohnes), um dann in den oberen Rauten fortzufahren, immer von rechts nach links (Elija schickt Obadja, um König Ahab herbeizurufen und Ankunft des Gesandten aus Ahab) und im zentralen Sechseck mit dem Bund zwischen Elija und Ahab fortzufahren. Die Geschichten werden dann durch die Herausforderung zwischen den Priestern Baals und Elija (Sechsecke oben links und oben in der Mitte) lebendig, nach der letzten Raute, derjenigen links, in der Elija den König Jehu von Israel nach göttlichen Anweisungen salbt. Es wird dann mit dem unteren rechten Sechseck (Elija sagt den Tod von Ahab voraus) und dem unteren linken (Ahab wurde im Kampf zum Tode verwundet) fortgesetzt, um im unteren zentralen zu enden, wobei Elija vom Feuerwagen entführt wurde.
Die Geschichte der Ausstattung dieser Zone ist recht komplex: Hier befand sich der Hauptaltar der Kathedrale, der bereits im 14. Jahrhundert veraltet und später von Baldassarre Peruzzi (1532) erneuert wurde. Bis zum 15. März 1375 muss das Gleichnis vom Balken in diesem Bereich des Bodens in einer spitzbogigen Nische vorhanden gewesen sein, wiederum innerhalb eines sechseckigen Rahmens, flankiert von den Dreiecken des Gleichnis von den beiden Blinden von Antonio Federighi (1459) und des Obolus der Witwe von Domenico di Niccolò (1433). Der prekären Zustand dieser Szenen erforderten ihren Ersatz im Jahr 1878 und es wurde die Entscheidung getroffen die Geschichte von Elija durch Beccafumi in den anderen Teilen des Sechsecks zu vollenden. Die Auftrag wurde Alessandro Franchi übertragen, der auch die anderen Geschichten des Propheten, das Werk von Beccafumis Schüler Giovan Battista Sozzi (1562), überarbeitete.
Die Beteiligung von Beccafumi auf der Fußbodenbaustelle begann 1519 mit den Geschichten von Elija. Stilistisch zeigen diese Szenen Einflüsse von Raffael (Kombinationen, die an Wandteppiche für Leo X. erinnern) und Michelangelo (kräftige Bewegungen der Figuren, die vom Gewölbe der Sixtinischen Kapelle inspiriert erscheinen), die mit der Rückkehr des Künstlers von seiner zweiten Romreise zusammenhängen.
Während die Bewunderung für Beccafumis Szenen fast bedingungslos ist, hat Alessandro Franchis Werk in den letzten Jahren auch die gebührende Aufmerksamkeit wegen seiner unbestreitbaren kompositorischen und zeichnerischen Qualität sowie seiner Fähigkeit, sich ohne übermäßige Brüche in den Dekorationskomplex der Renaissance einzufügen, erlangt.
| IMG | Thema                                            | Künstler                     | Jahr      | Beschreibung |
| --- | ------------------------------------------------ | ---------------------------- | --------- | --- |
|     | Elija wird von Krähen in der Wüste gespeist      | Alessandro Franchi (Entwurf) | 1878      | Die Geschichten beginnen mit einer Szene von Elija, der von Krähen in der Wüste gespeist wird, die ihm während seines Exils, das Gott in der Zeit der Hungersnot aufgetragen hat, Brotfladen bringen (1. Könige, 17, 6). Die Trockenheit war von Gott gewollt worden, der seinem Volk vorwarf, ihn zugunsten des Gotteskults Baal verlassen zu haben. Elias war in der Tat der letzte Priester Gottes, gegen 450 von Baal. Von Franchi entworfen, zeigt es eine distanzierte und synthetische Objektivität, die typisch für den Purismus ist. |
|     | Elija trifft die Witwe im Wald                   | Alessandro Franchi (Entwurf) | 1878      | Auf dem Weg nach Sarepta traf Elija eine Witwe, die ihn in sein Haus brachte, wo der Prophet während der Hungersnot eine wundersame Vermehrung von Nahrung durchführte (1. Könige, 17, 10). Eine einfache und effektive Komposition von Franchi, die in einer kahlen Lichtung spielt, mit den beiden Protagonisten in ausgewogenen gegensätzlichen Posen. |
|     | Elija belebt den Sohn der Witwe                  | Alessandro Franchi (Entwurf) | 1878      | Nach dem Tod des Sohnes der Witwe durch eine Krankheit erweckte Elias ihn wieder zum Leben, um der Frau die Macht Gottes zu zeigen. Der Prophet ist getreu dem biblischen Text dargestellt, wie er auf dem Kind liegt und den Ewigen anruft (1. Könige, 17, 21). Es wurde von Alessandro Franchi entworfen und zeigt eine komponierte Darstellung der Tragödie, wobei die nackte Umgebung des Kinderzimmers gut an die intensive und zugleich maßvolle Pose des Propheten im Gebet angepasst ist. |
|     | Elija befiehlt Obadja, ihm Ahab zu bringen       | Domenico Beccafumi (Entwurf) | 1519–1524 | Obadja, der Diener des Königs Ahab], trifft Elija, als er das Land auf Befehl des Königs nach frischem Gras für die Ernährung seiner Rinder durchsucht (1, Könige, 18, 7). Der Prophet befahl ihm, dem König zu sagen, dass er heute in Jerusalem erscheinen würde. Diese Szene und die folgende stammen von Beccafumi und zeichnet sich durch den weniger üblichen Hintergrund aus schwarzem Marmor aus, der Cecchini an das Werk seines Schülers Giovanni Battista Sozzini denken ließ. Wahrscheinlicher ist jedoch, dass die Besonderheit auf die geringe Größe der Rauten zurückzuführen ist, um die Figuren hervorzuheben. |
|     | Obadja bringt Ahab die Botschaft von Elija       | Domenico Beccafumi (Entwurf) | 1519–1524 | Man sieht wie Obadja die Botschaft Elijas an König Ahab überbringt und ihn einlädt, den Propheten an einem bestimmten Ort zu treffen (1. Könige, 18, 16). Auch diese Szene stammt von Beccafumi und bildet mit der vorherigen das einzige originale Rautenmuster des zentralen Sechsecks aus dem 16. Jahrhundert. |
|     | Pakt zwischen Elija und Ahab                     | Domenico Beccafumi (Entwurf) | 1524      | Im zentralen Sechseck sind die Figuren von König Ahab links und Elija rechts zu sehen, umgeben von zwei symmetrischen Personengruppen, die groß, schlank und mit eleganter Kleidung sind, insbesondere der königlichen, die einen Turban, weite Ärmel und Pelzbesatz haben. Elija weist auf einen Hügel, auf dem ein durch Dürre zerstörter Baum steht und auf dem sie zwei Ochsen schleppen, um sie zu opfern. Der eine wird Baal von seinen Priestern und der andere Gott von Elija dargebracht, damit der König in Gegenwart des ganzen Volkes sehen kann, welcher Kult wahr und welcher fiktiv ist (1. Könige, 18, 17–19). Im Hintergrund sieht man die Mauern der Stadt. Dies war das letzte Sechseck, das von Beccafumi ausgeführt wurde, bezahlt am 18. Juni 1524. Hier nahm der Künstler die Motive der Bodenszenen des 15. Jahrhunderts mit einem Himmel aus schwarzem Marmor auf. |
|     | Opfer der Baal-Priester                          | Domenico Beccafumi (Entwurf) | 1519–1524 | Die nächsten beiden Sechsecke zeigen die beiden Opfer. Das Opfer für Baal, das Elija zuerst darbringen lässt, wird unmöglich gemacht da sich das Feuer nicht entzünden lässt. Die Priester stehen gestikulieren um den Altar, der nicht in der Lage ist das Opfer zu vollziehen. Sie sind selbst gekommen um die Göttlichkeit dazu zu bewegen, während Elija in seiner monumentalen Erhabenheit einen Arm ausstreckt, als ob sie sie verspotten würde, und dem Volk die Nutzlosigkeit des heidnischen Kultes deutlich macht (1. Könige, 18, 25–29). Das Panel wurde von Beccafumi entworfen. |
|     | Opfer von Elija                                  | Domenico Beccafumi (Entwurf) | 1519–1524 | Das Opfer des Elija hingegen hat ein ganz anderes Ergebnis, mit den göttlichen Flammen die vom Himmel regnen und den Scheiterhaufen entzünden, obwohl es nasses und grünes Holz war. Das wundersame Ereignis erstaunt alle Umstehenden (1. Könige, 18, 30–39). Elija ist auf der linken Seite kniend dargestellt, während auf der anderen Seite die Priester des Baals erschrocken sind. Dies wird auch von der auf der Treppe im Vordergrund gestürzte Gestalt suggeriert, die eine Amphore, mit der das Holz getränkt wurde, umstürzt. Das Bild basiert auf einer Zeichnung von Beccafumi und zeichnet sich durch den Reichtum seiner Charaktere aus, die in ihren Posen und Haltungen unterschiedlich sind, aber alle zu einem harmonischen Symmetriekonzept im Stil Raffaels zusammengefasst wurden. |
|     | Tötung der Baal-Priester                         | Domenico Beccafumi (Entwurf) | 1519–1524 | Elija befahl dem Volk daher, alle Priester von Baal zu töten, und das Massaker findet im Vordergrund mit Schwertern, Stöcken und Steinen statt. Im Hintergrund zeigt Elija König Ahab, wie das Ende der Götzenverehrung von Gott geschätzt wird, der eine erste Regenwolke sendet (1. Könige, 18, 40–45). Das Ende der Dürre wird durch den Baum in der Mitte der Szene gezeigt, der bereits üppig ist (während er in der Szene des „Paktes“ trocken war). Die Zeichnung von Beccafumi zeichnet sich durch ihre kompositorische Ausgewogenheit und elegante Gestaltung der Handlung aus. |

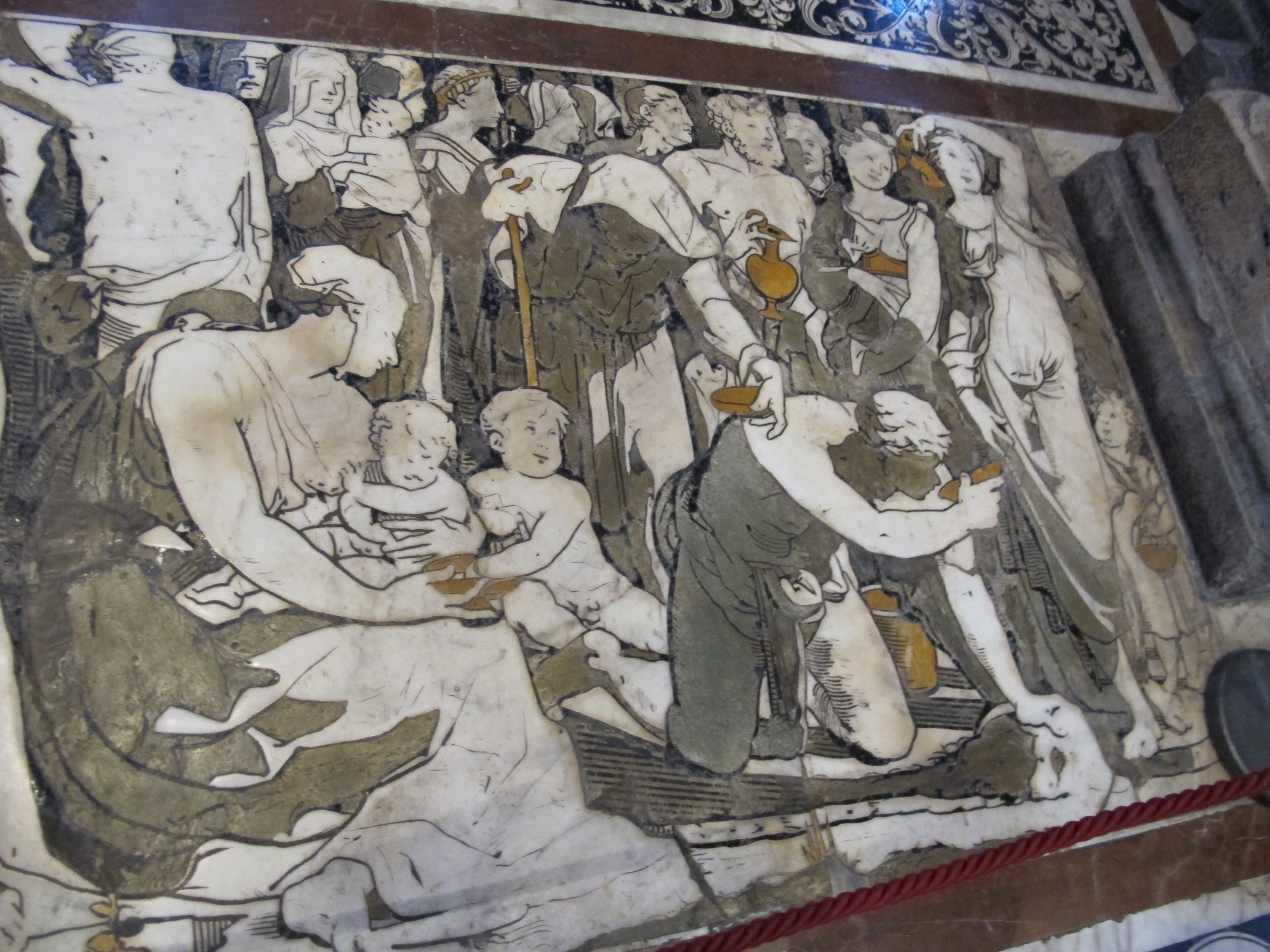
Beccafumi, Moses schöpft Wasser vom Felsen von Horeb, Detail

|     | Elija salbt Jehu, den König von Israel           | Alessandro Franchi (Entwurf) | 1878      | Um der Rache von Isebel zu entgehen geht Elija erneut in die Wüste. Gott schickt ihn von der Wüste in nach Damaskus, wo er Jehu trifft, der dazu bestimmt ist der neue König von Israel zu werden. Elia salbt ihn auf Wunsch des Herrn (1. Könige, 19, 15–16). Es wurde nach einem Entwurf von Alessandro Franchi mit essentieller Einfachheit gestaltet. Elija segnet mit Öl im Namen Gottes, zu dem er die linke Hand erhebt, den jungen Mann, der demütig zu seinen Füßen kniet. |
|     | Elija sagt den Tod von Ahab voraus               | Alessandro Franchi (Entwurf) | 1878      | König Ahab trat in den Krieg ein und holte einige Siege. Aber er begeht ein schweres Verbrechen, indem er Nabot tötet, einen Mann, der einen Weinberg in der Nähe seines Palastes hatte, um diesen in Besitz zu nehmen. Zu diesem Zeitpunkt sagt Elija seinen bevorstehenden Tod voraus. Die Szene zeigt den niedergeschlagenen König zu Füßen des Propheten (1. Könige, 21, 21–22). Die vielleicht emotionalste von Franchis Szenen zeichnet sich, wie die anderen Sechsecke an die er arbeitete, durch die Verwendung der Farben Weiß, Gelb und Blau für die Mosaike aus. Nach der traditionellen Technik wurde eine Schraffur hinzugefügt, indem Rillen mit schwarzem Pech gefüllt wurden. |
|     | Ahab wurde im Kampf tödlich verletzt             | Alessandro Franchi (Entwurf) | 1878      | Das nächste Sechseck zeigt die Erfüllung der Prophezeiung. Ahab, der versucht hatte sich unter seinen Soldaten zu verstecken, wurde dennoch von einem zufällig abgefeuerten Pfeil unterhalb der Rüstung getroffen. Die Szene zeigt die letzten Momente des Königs, während er von der Kriegswagen aus auf die Entwicklung der Schlacht schaut. Der heilige Text schreibt: „Da aber die Schlacht an jenem Tag heftig wurde, blieb der König im Kampf gegen die Aramäer aufrecht im Wagen stehen. Am Abend starb er. Das Blut der Wunde war in das Innere des Wagens geflossen. Bei Sonnenuntergang ließ man im Lager ausrufen: Jeder kehre in seine Stadt, in sein Land zurück! So starb der König; man brachte ihn nach Samaria und begrub ihn dort. Als man im Teich von Samaria den Wagen ausspülte, leckten Hunde sein Blut und Dirnen wuschen sich darin, nach dem Wort, das der HERR gesprochen hatte.“ (1. Könige, 22, 35–38). Es sind tatsächlich Hunde dargestellt, die das tropfende Blut lecken. Eine weitere Szene von Franchi, die mit einem ausgewogenen Rückgriff auf Emotionen ohne pathetische Töne gelöst wird. |
|     | Elija wird von Feuerwagen in den Himmel entführt | Alessandro Franchi (Entwurf) | 1878      | Der Abschluss der Geschichten Elijas ist seine Entführung in den Himmel auf einem Feuerwagen (2. Könige, 2, 2, 11). In diesem, wie in allen anderen großen Szenen innerhalb der Sechsecke, berichten Inschriften auf Tafeln über den biblischen Text, der die Dynamik der erzählten Ereignisse verdeutlicht. Der Wagen steht zwischen den Flammen und den feurigen Pferden, die von Engeln nach oben gezogen werden. Der Prophet streckt seine Arme aus, auf halbem Weg zwischen den Überraschten und den Neugierigen, die die göttliche Wahrheit kennenlernen wollen. Es ist die visionärste Szene Franchis. |

### Geschichte Moses

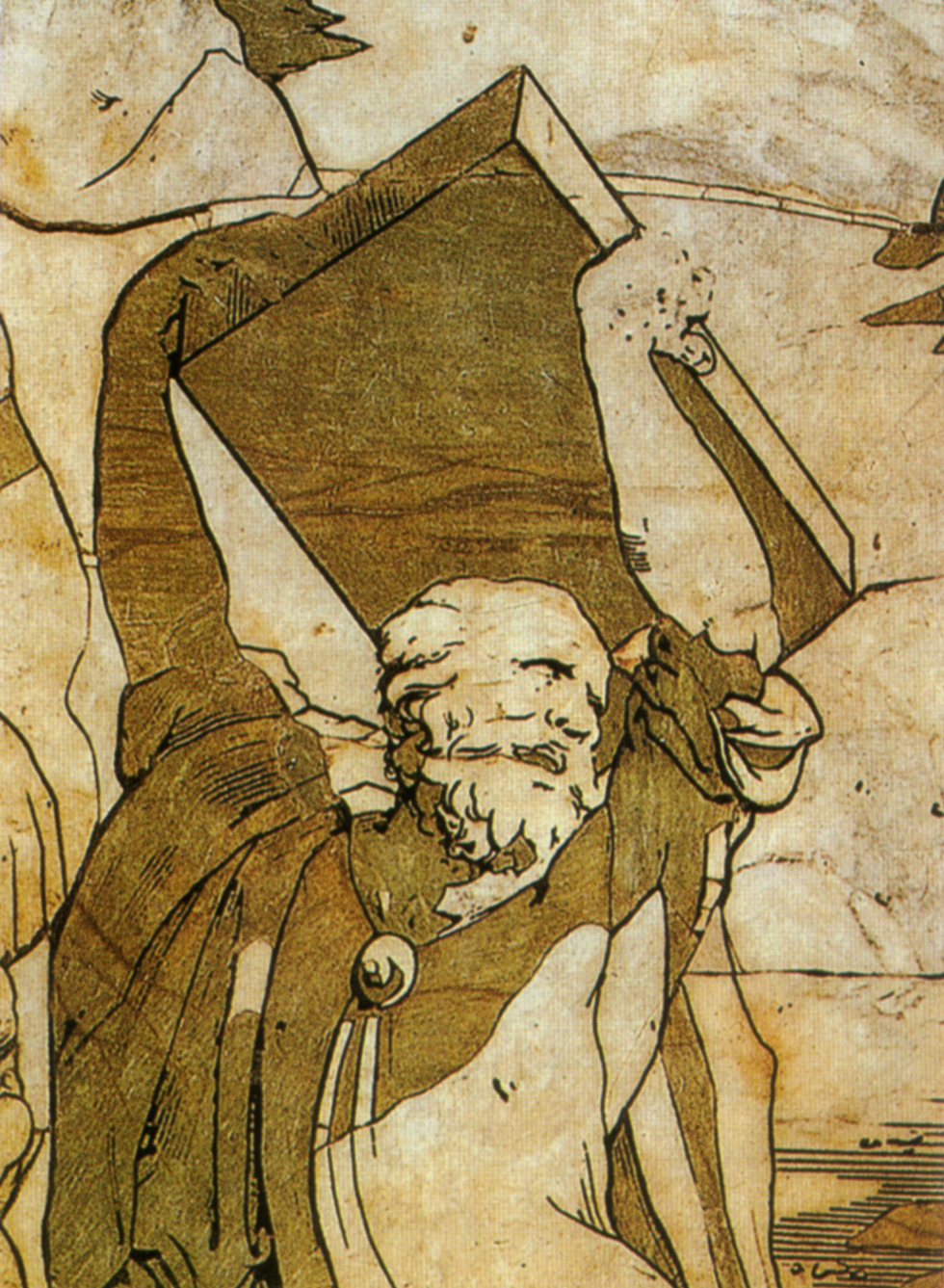
Mose bricht die Gesetzestafeln, Details

Das große Rechteck über dem zentralen Sechseck, das sich zwischen der Vertreibung von Herodes auf der linken Seite und der Szene des Kaisers Sigismund auf der rechten Seite befindet, ist mit den Geschichten von Moses versehen, einem großartigen Werk von Beccafumi, der von 1525 bis 1547 daran arbeitete.
Unterhalb des Hauptpanels, in dem mehrere Szenen ohne Unterbrechung zusammengesetzt sind, befindet sich ein langes und schmales Band, in dem Moses dargestellt ist, der das Wasser vom Felsen von Horeb fließen lässt. Beccafumis Werk, das am Höhepunkt seiner Entwicklung entstanden ist, war nur eines der prestigeträchtigsten Werke, die der Künstler damals in der Stadt hatte. Die Fresken in der Apsis des Doms wurden leider durch das Erdbeben von 1798 beschädigt und mussten teilweise ersetzt wurden.
Beccafumis Arbeit in dieser Tafel und im Bereich des Hochaltars unterscheidet sich sehr von allen anderen Szenen, auch denjenigen, die zuvor im Sechseck geschaffen wurden. Es ist technisch sinnvoll, die Schatten nicht mehr durch Schraffierung, sondern durch das Einfügen von Marmore verschiedener Schattierungen zu verdeutlichen. Dank der besseren Möglichkeiten, Licht- und Schatteneffekte und damit Volumen zu erzeugen, wurde einen Effekt von großer Plastizität und Ausdruckskraft erzielt.
Diese Szenen haben die größten Bewunderungen und Ehrungen der Schriftsteller des 17., 18. und frühen 19. Jahrhunderts hervorgerufen. Der Fries, der sie umgibt, wurde ebenfalls von Beccafum entworfen.

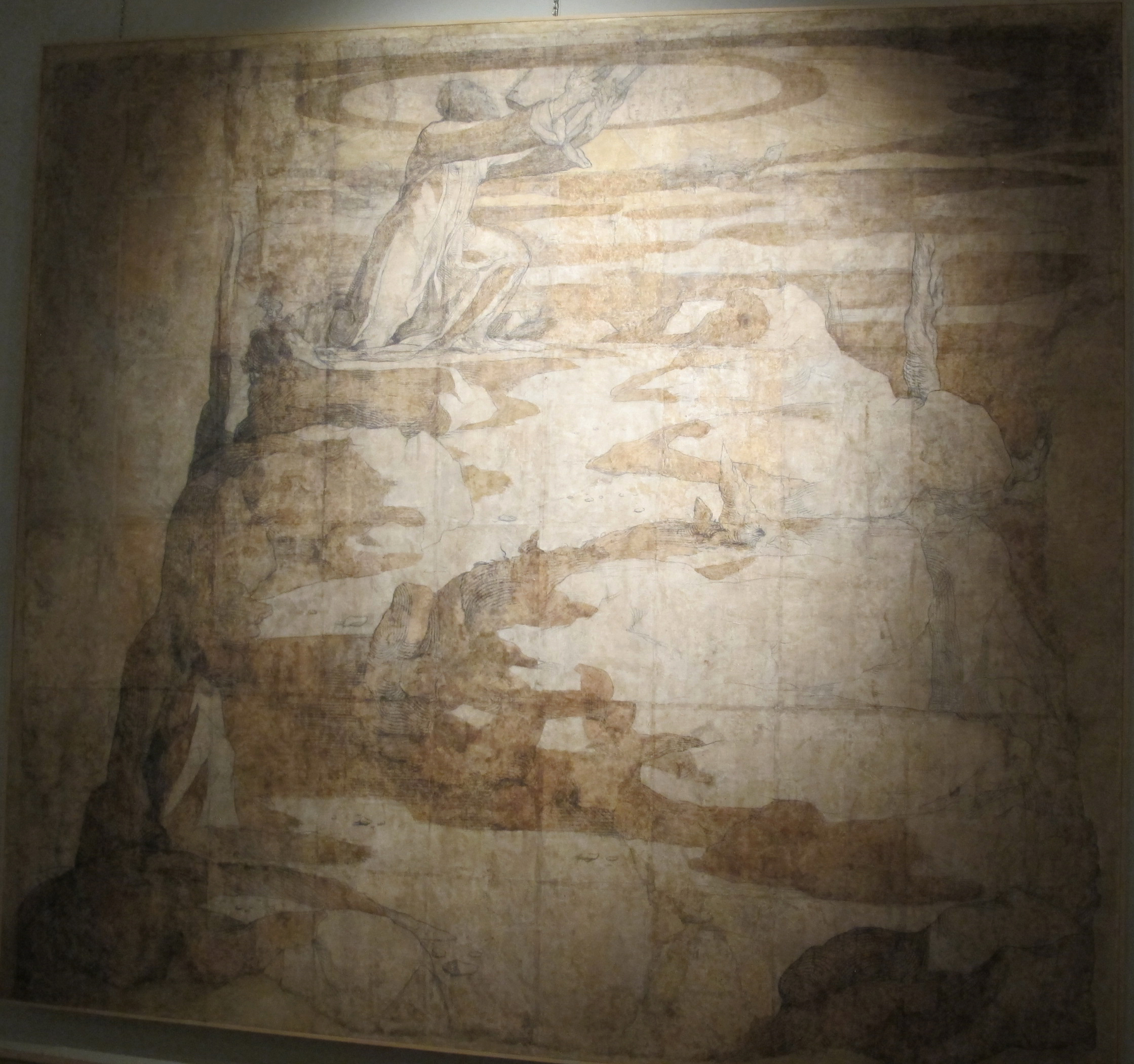
Mose erhält die Gesetzestexte, Originalzeichnung von Beccafumi
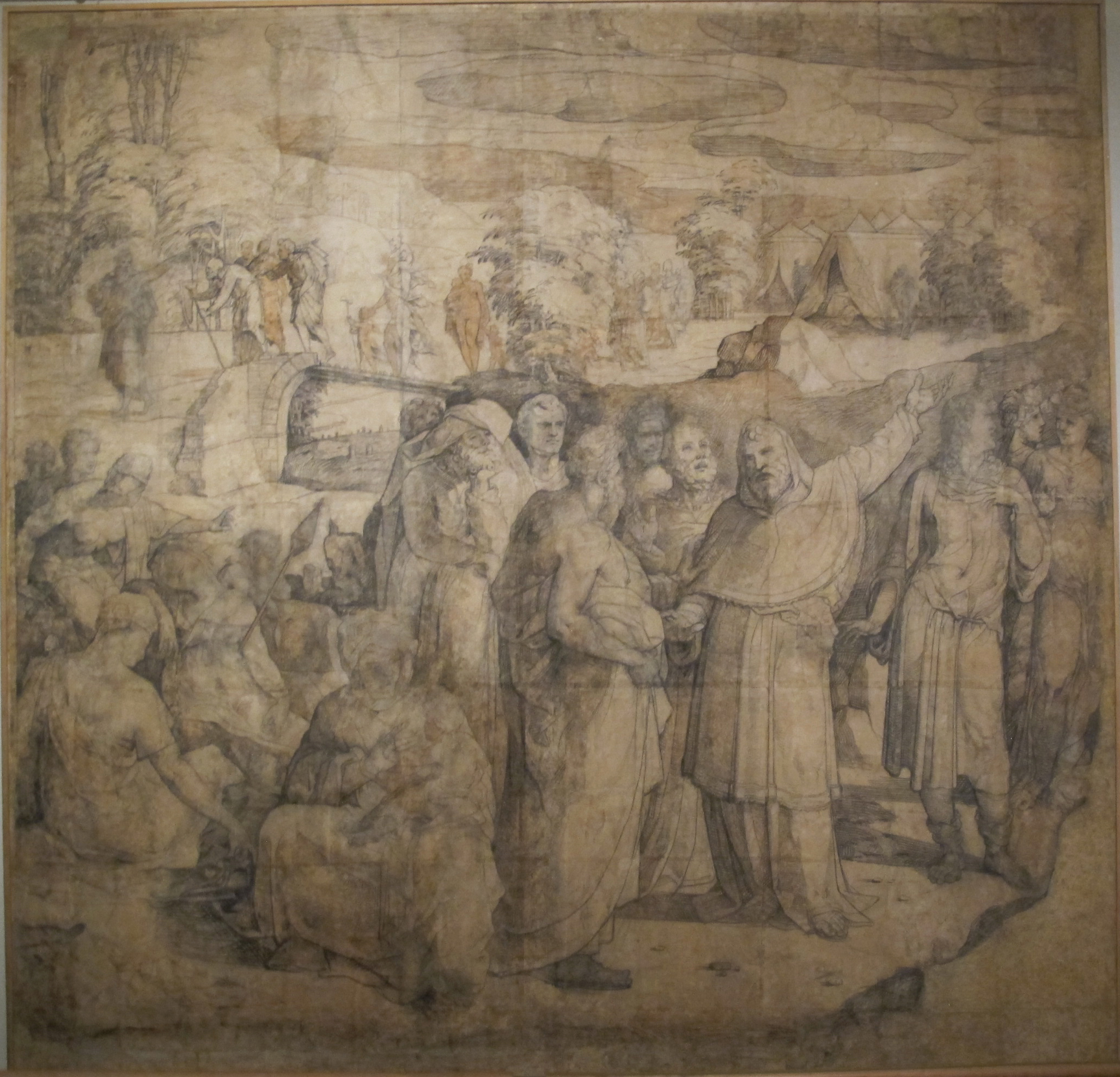
Aaron und die Israeliten, Originalzeichnung von Beccafumi
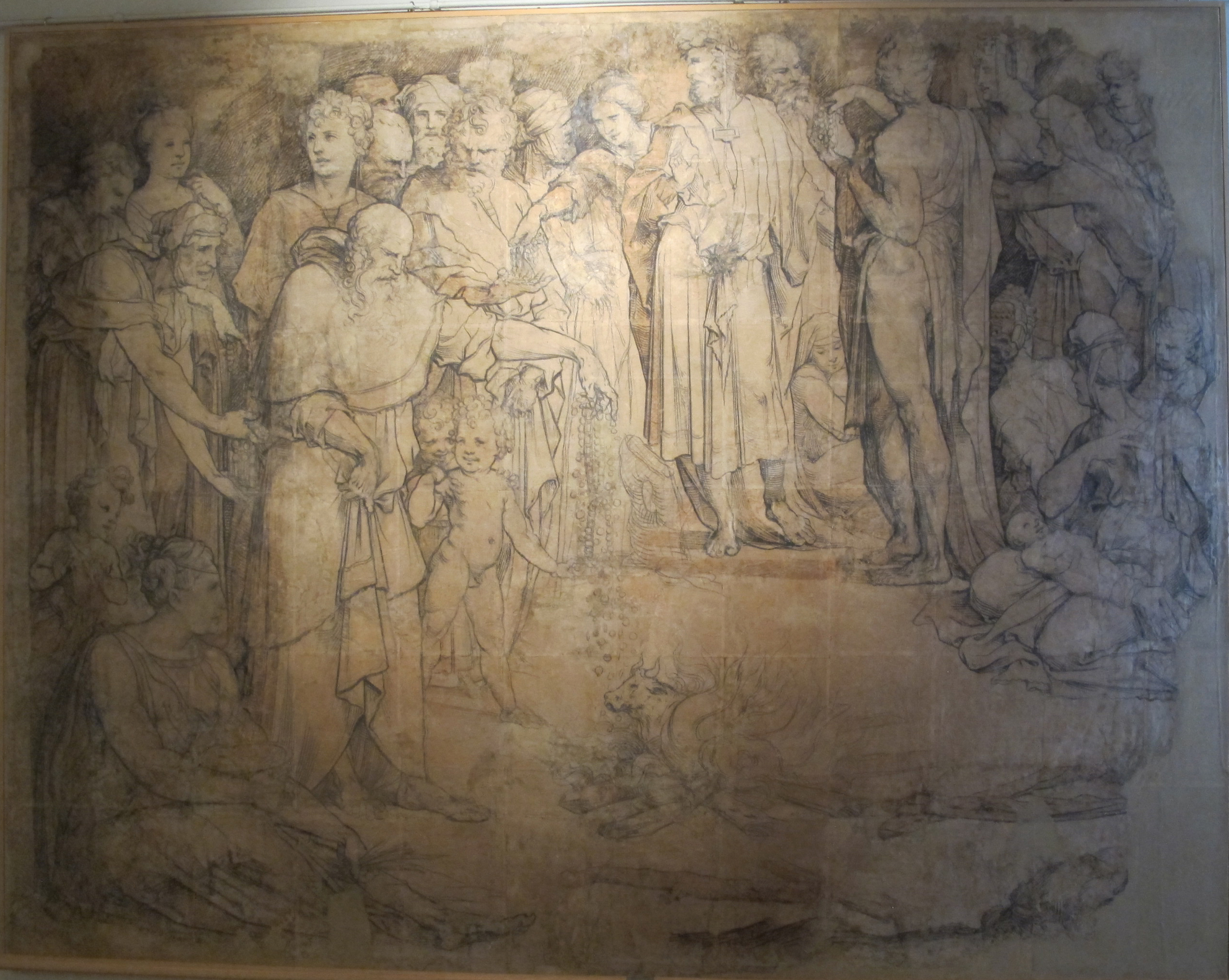
Guss des goldenen Kalbes, Originalzeichnung von Beccafumi
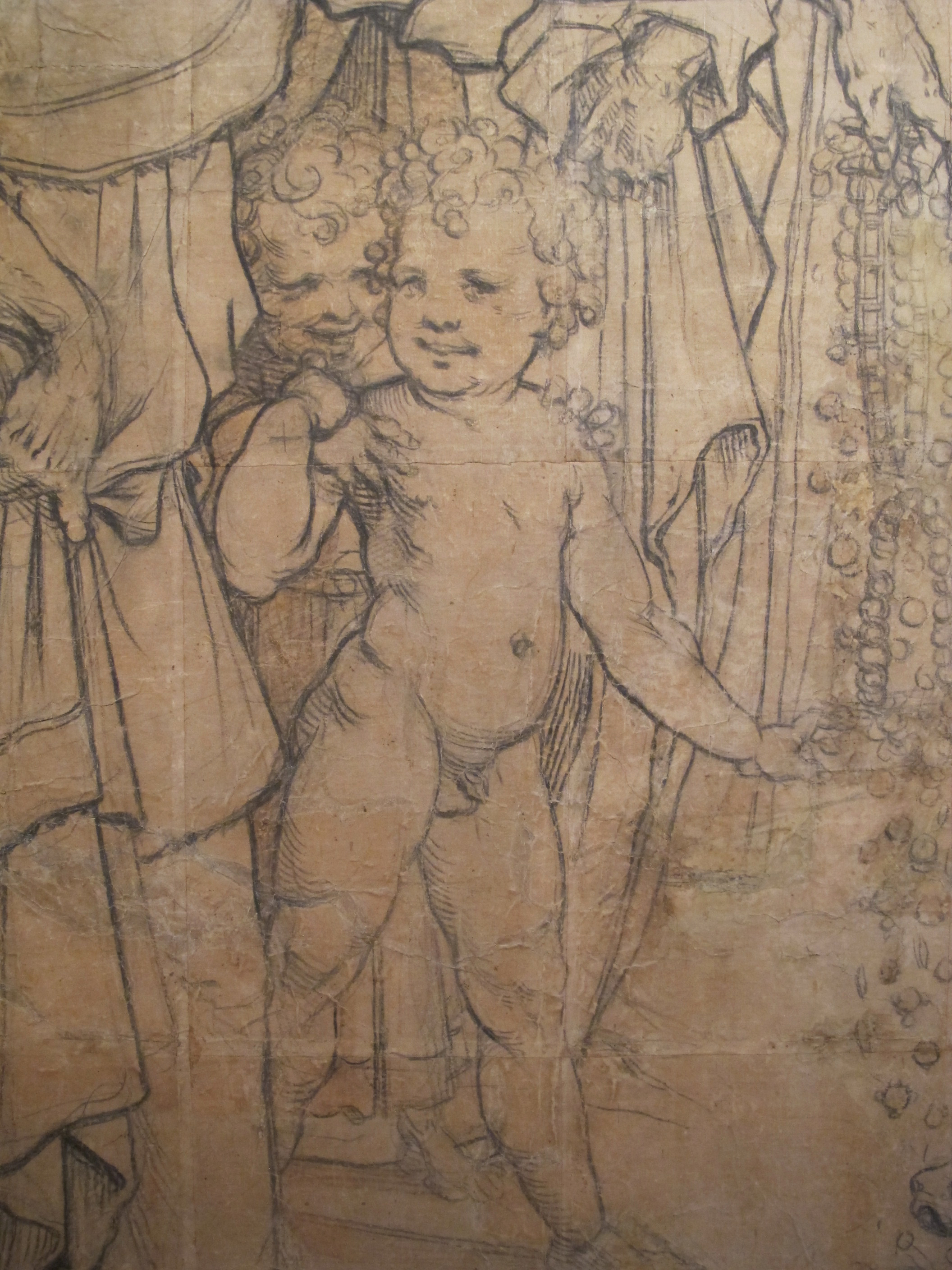
Guss des goldenen Kalbes, Originalzeichnung, Detail
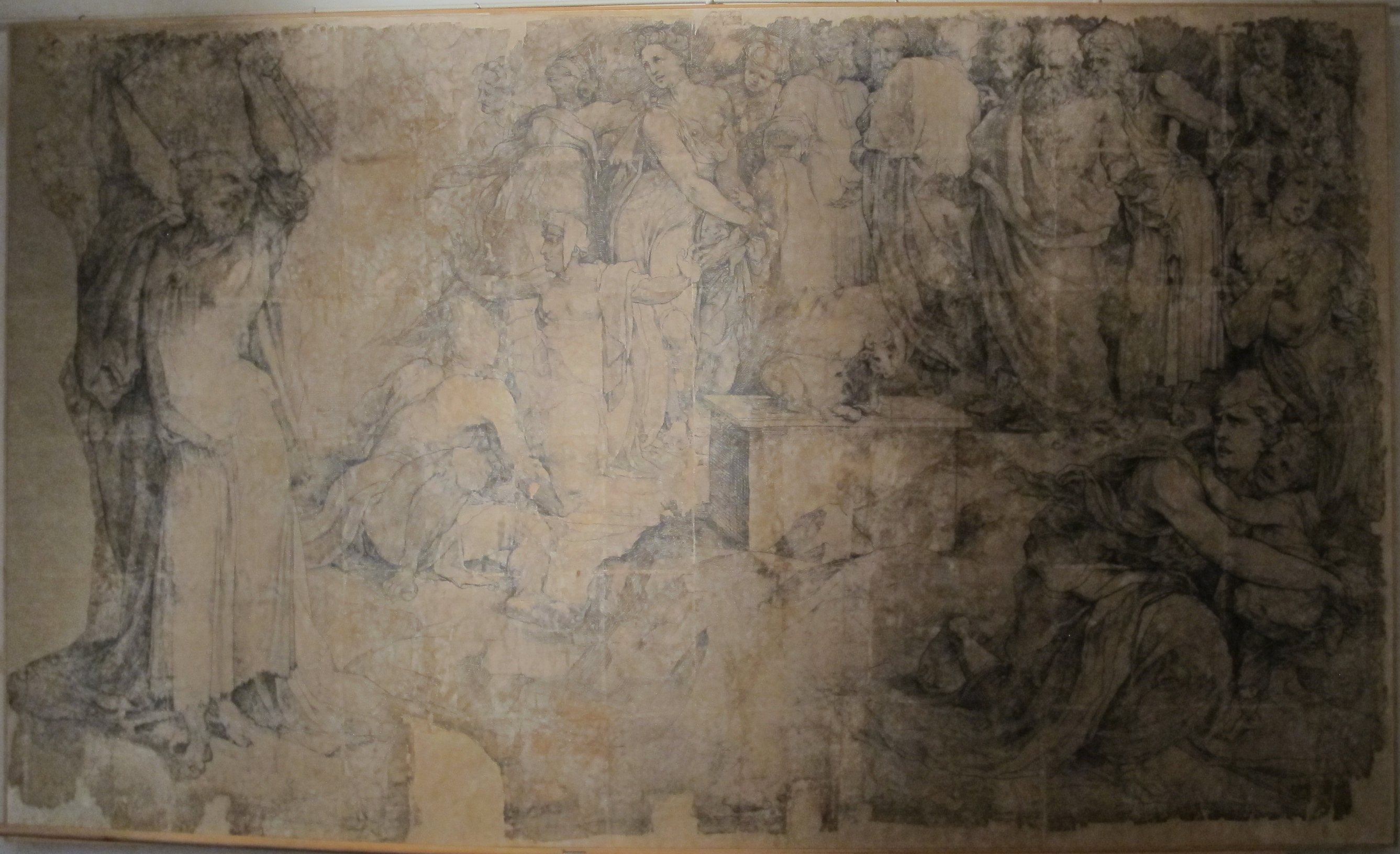
Das goldene Kalb, Originalzeichnung von Beccafumi
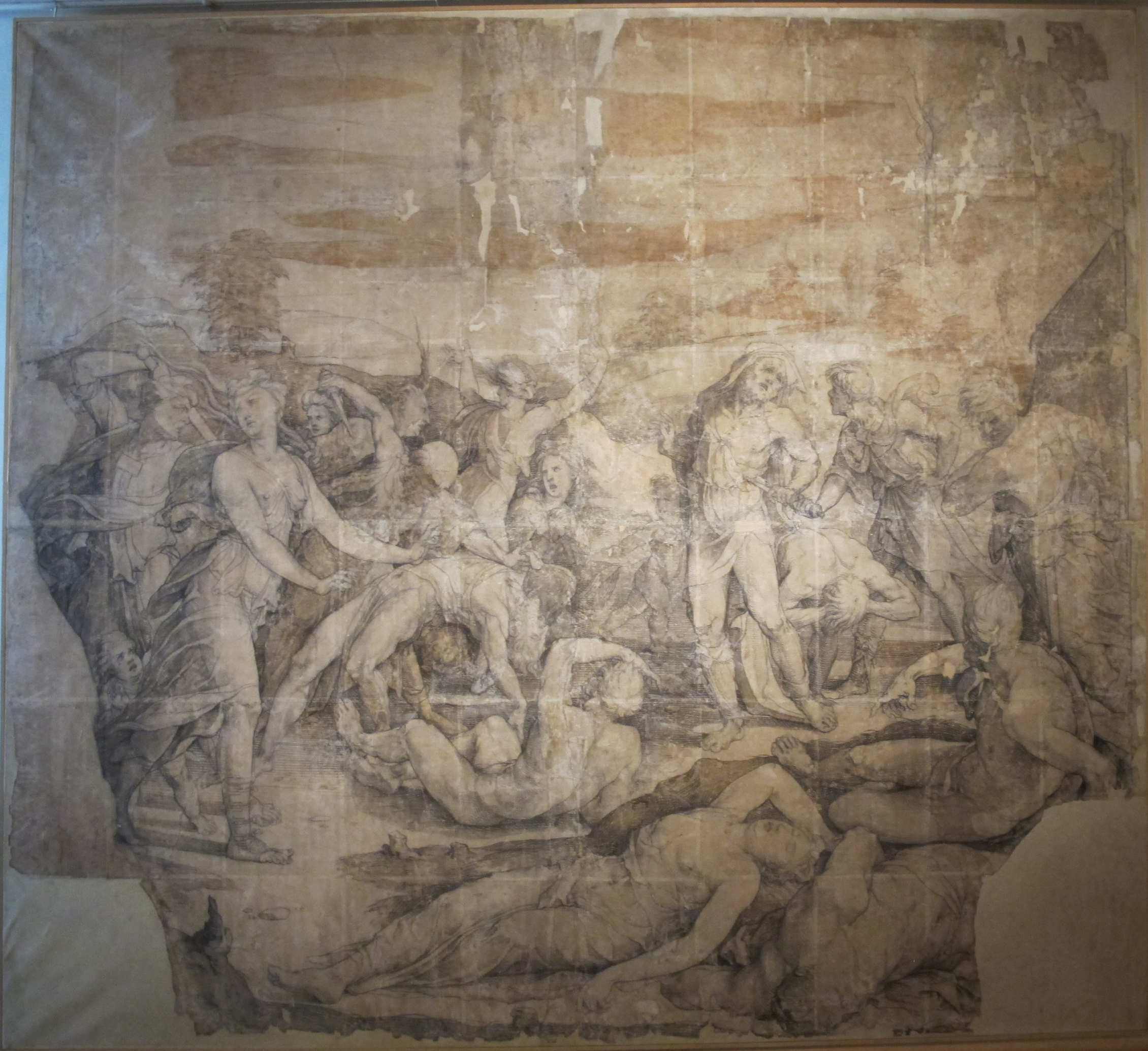
Bestrafung der Israeliten, Originalzeichnung von Beccafumi

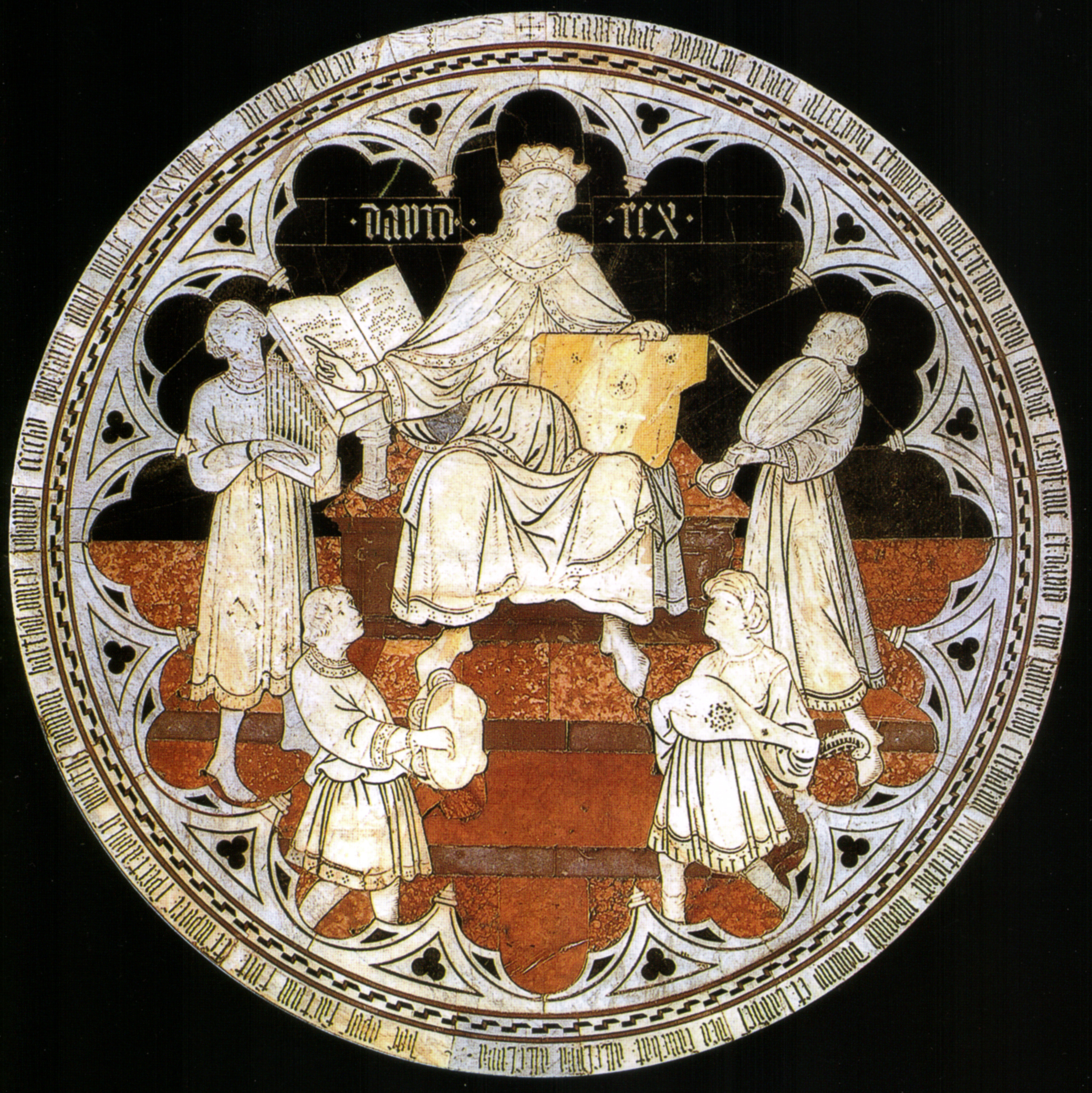
David der Psalmist

| IMG | Thema                                            | Künstler                     | Jahr      | Beschreibung |
| --- | ------------------------------------------------ | ---------------------------- | --------- | --- |
|     | Geschichte von Moses auf Sinai                   | Domenico Beccafumi (Entwurf) | 1531      | Die Geschichte wird in sechs Teilen, integriert in eine einzige große Szene, erzählt. Die Originalzeichnungen sind erhalten geblieben und werden heute in der Pinacoteca Nazionale di Siena nach einer Schenkung von Spannocchi ausgestellt. Für diese Arbeit erhielt Beccafumi, nach einer Schätzung von Baldassare Peruzzi, am 30. August 1531 120 Scudi. Oben im Zentrum, auf einem Felsen der den Berg Sinai darstellt, kniet Moses nieder und erhält die Gesetzestafeln aus einer kreisförmigen Himmelsöffnung. Am unteren Ende des Zentrums hebt er die Tafeln über seinen Kopf, um sie auf dem Boden zu zerschlagen. Inzwischen hat ihm das Volk Israel nicht gehorcht. Oben links versuchen die Ältesten Israels, Aaron der auf die Spitze des Berges zeigt, davon zu überzeugen, Israel einen neuen Gott zu geben. Dies geschieht im unteren Register, wo die Israeliten links Gold und Juwelen auf das Feuer verschütten um das goldene Kalb zu schmieden. Rechts sieht man wie es die Leute verehren und Moses wütend macht, der in der Mitte gerade vom Berg herunterkomt, wo er die göttliche Offenbarung hatte. An der Spitze sind die Sünder mit der Pest übersät und sterben an den Krämpfen (Exodus, 32, 27–28). Stilistisch schätzten die Fachleute die besondere Breite der Szene, die es schafft atmosphärische Effekte in der schwierigen Technik der Opus sectile zu erzeugen, wie im oberen Teil, wo sich die Wolken um die kreisförmige Öffnung drehen. Die Landschaft ist kahl und essentiell, im Einklang mit intensiver Lyrik. Die Figuren zeigen eine klassizistische Inspiration, die sich am Beispiel von Raffael ableitet, wie in der ältesten Szene der Quelle von Horeb (siehe unten), aber hier erscheint die dramatische Spannung stärker, wie im Körper von Moses im Zentrum der gesamten Szene. Seine exemplarische Geste gewinnt so ein Gefühl von Spannung und blockierter Energie, das an Michelangelos Kreationen erinnert. |
|     | Moses lässt Wasser vom Felsen von Horeb fließen. | Domenico Beccafumi (Entwurf) | 1524–1525 | Sie nimmt das lange schmale Band am Boden des Hauptrahmens ein, oberhalb der Oberseite des zentralen Sechsecks. Es wird eine überfüllte Szene aus einer Geschichte gezeigt, die im Exodus (17, 1–7) erzählt wird, wobei die Figuren die verschiedenen Gruppen des Volkes Israel repräsentieren und sich in zwei ideale Halbkreislinien schlingen, die im Zentrum zusammenlaufen, wo Moses unter den durchsichtigen Figuren einen Felsen mit einem Schilf trifft und Wasser austritt. Die Szene, von der Beccafumis Originalzeichnungen in der Pinacoteca Nazionale di Siena erhalten geblieben sind (datierbar auf 1525), zeichnet sich durch eine außergewöhnliche Variation von Posen und Haltungen, im Gegensatz zu der feierlichen und monumentalen Figur des Moses in der Mitte, aus. |

### Erste Gruppe des Presbyteriums
Vor dem Hauptaltar, auf der Höhe der Kapellen des Ansanus und des Heiligen Sakramentes, befindet sich ein Streifen, der eine Stufe höher gelegt wurde. Hier gibt es drei Hauptquadrate die von vier Propheten unterbrechen sind. Diese Szenen sind aus dem Alten Testament, die wegen des schlechten Erhaltungszustandes des Marmors schwer erkennbar sind, da es sich um eine Fläche handelt, das während der Liturgie stark genutzt wird.

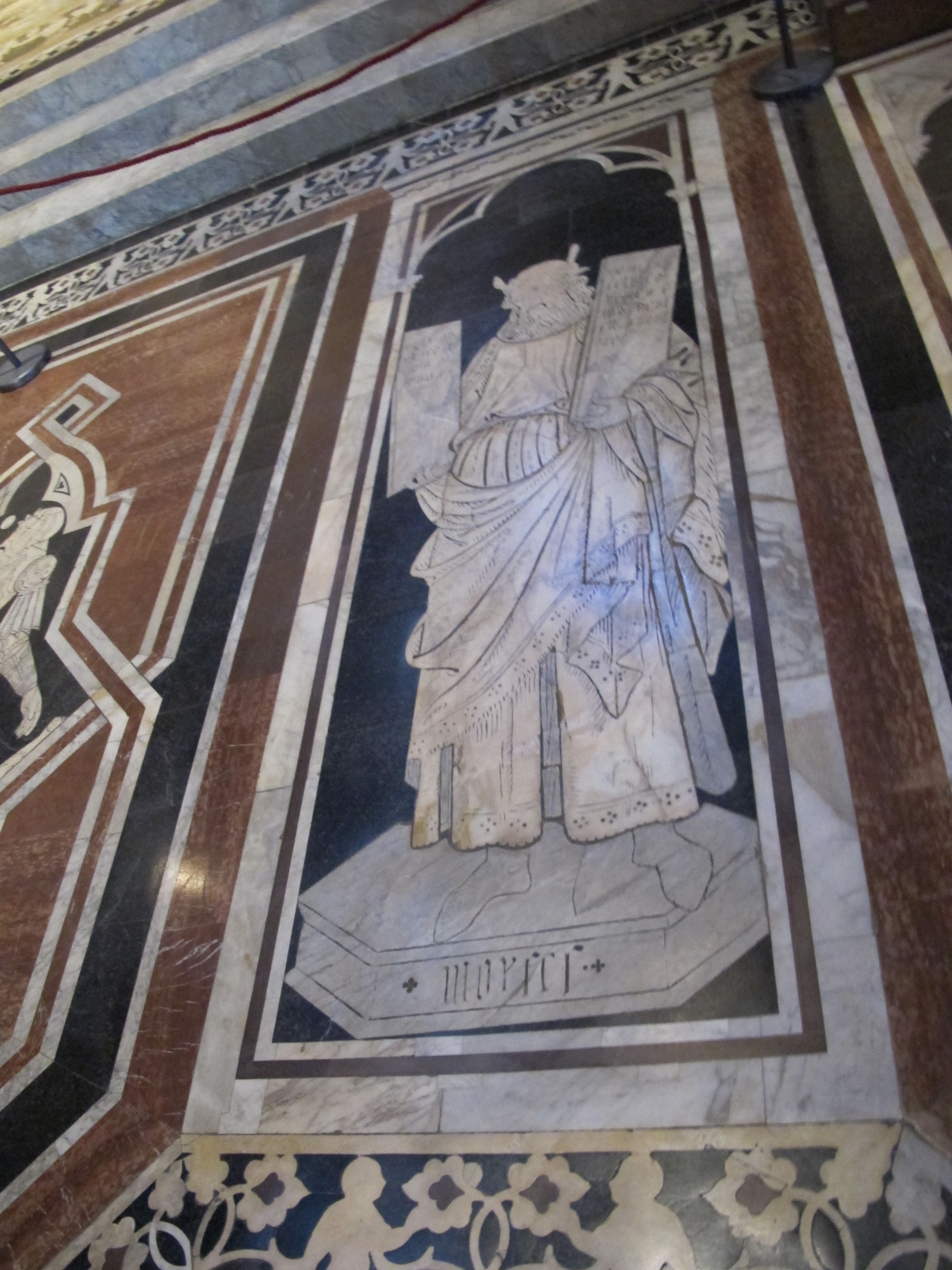
Moses
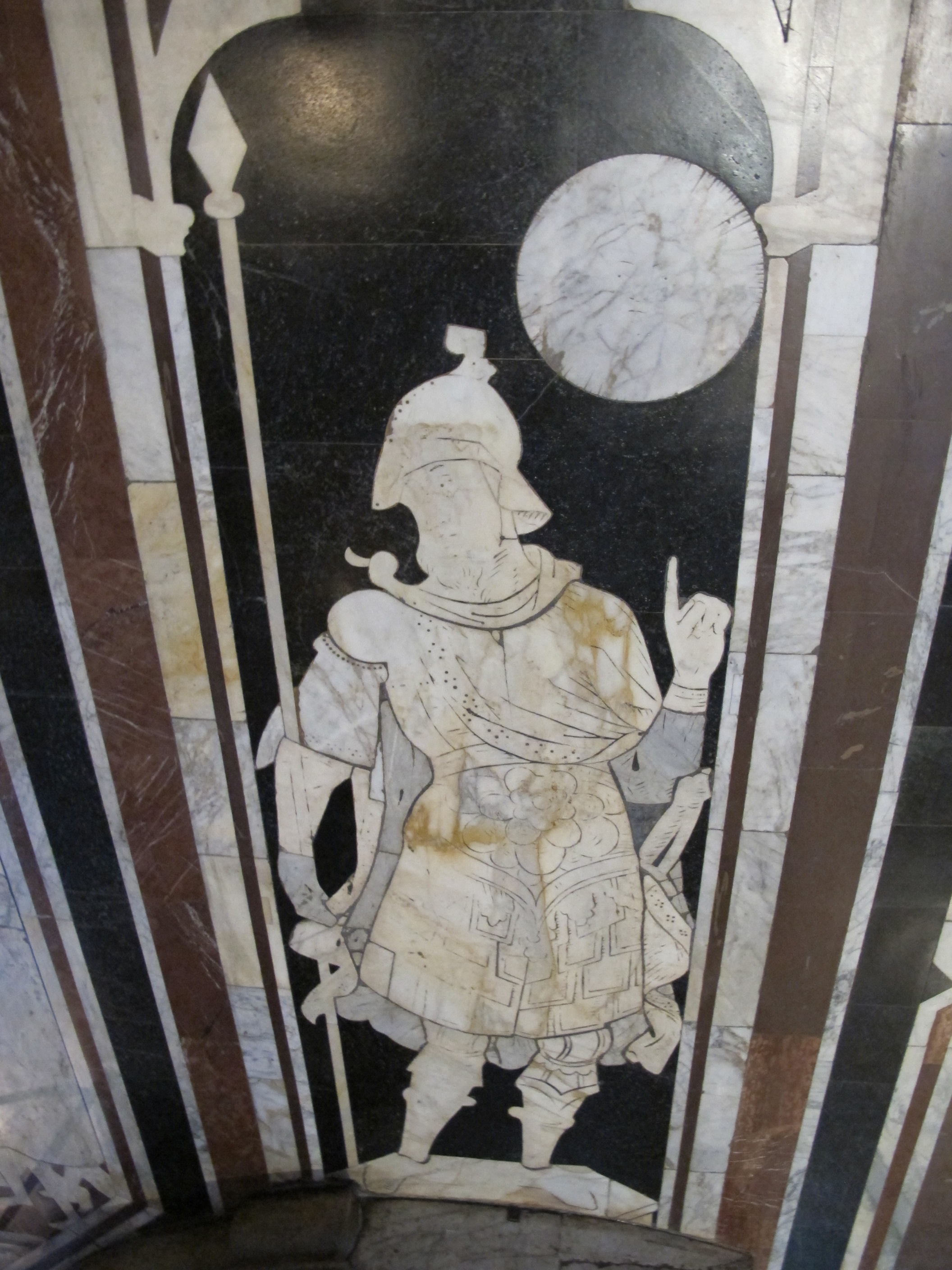
Judas Makkabäus
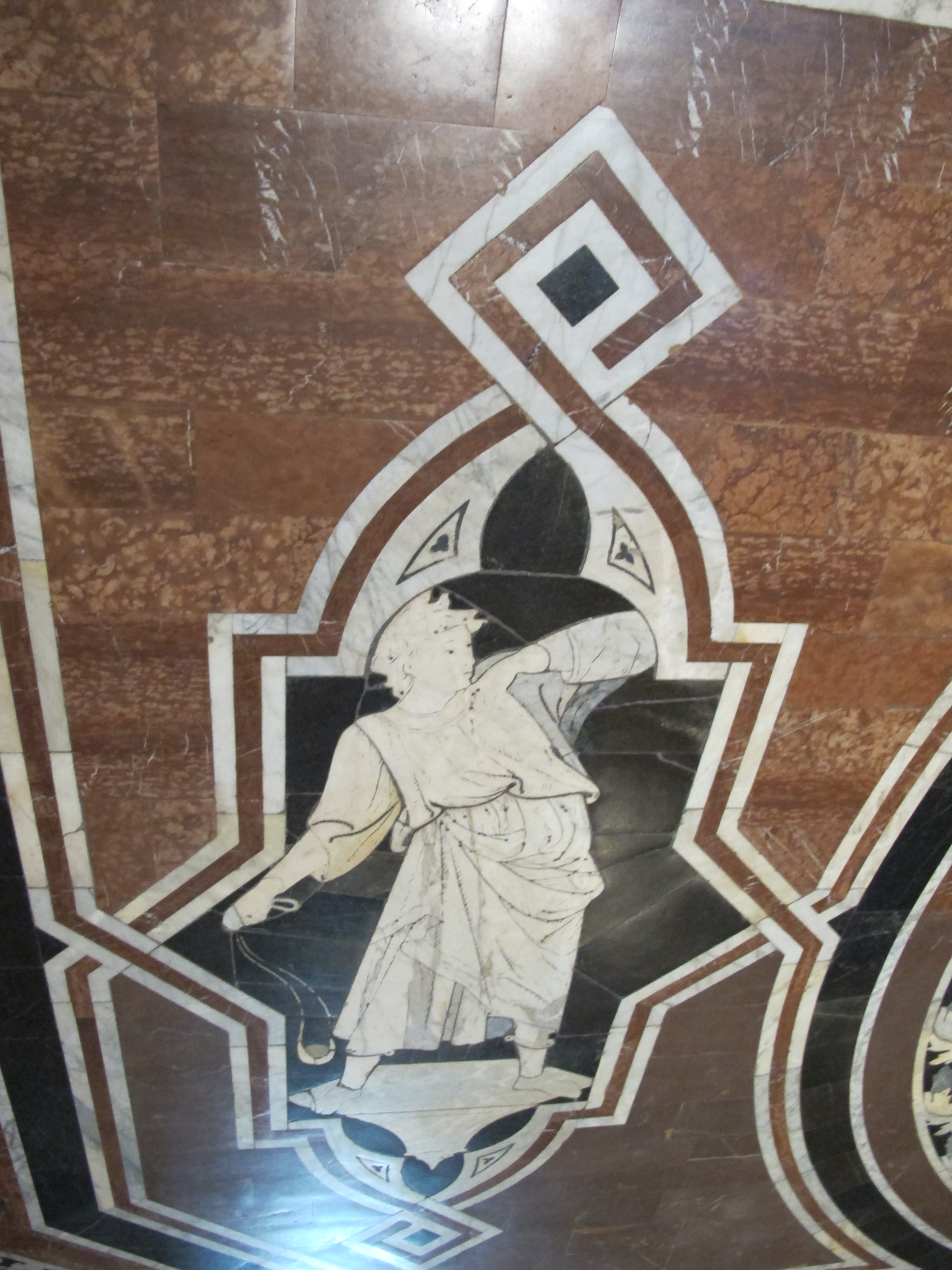
David mit Steinschleuder

| IMG | Thema                      | Künstler                                                                                           | Jahr     | Restaurierung | Beschreibung |
| --- | -------------------------- | -------------------------------------------------------------------------------------------------- | -------- | ------------- | --- |
|     | Josua schlägt die Amoriter | Sassetta (Entwurf), Paolo di Martino (Ausführung)                                                  | 1426     | ?             | Das erste Feld links zeigt Josua schlägt die Amoriter zwischen den zeitgenössischen Figuren von Salomon und Joshua. Die Szene wurde 1426 errichtet, als einige „echte“ Platten an den Tischler Paolo di Martino geliefert wurden, vermutlich jene, die Sassetta im selben Jahr bezahlte. In der Vergangenheit wurde auch der Name Domenico di Niccolò genannt, aber Sassetta erscheint heute als der wahrscheinlichste, da sie mit Werken jener Jahre wie der Pala dell'Arte della Lana in der Kirche San Pellegrino alla Sapienza vergleichbar ist, auch wenn der sehr abgenutzte Zustand der Geschichte eine sichere Zuordnung schwierig macht. Giorgio Vasari nannte als Künstler für diese Szene Duccio di Buoninsegna, eine suggestive Hypothese, die aber angesichts der Dokumentation unmöglich ist. Sie zeigt den Kampf zwischen Juden und Amurriter, der von runden dreilappigen Bögen umrahmt wird. Über der Höhle auf der linken Seite, in der sie Zuflucht gefunden hatten, befinden sich fünf gehängte Amurriterkönige. |
|     | Geschichte von David       | Domenico di Niccolò (Entwurd, zugeschrieben), Bastiano di Corso e Agostino di Niccolò (Ausführung) | 1423     | 1777          | Vor der Altartreppe befindet sich ein großer dreiteiliger Platz, der der Figur des König David gewidmet ist. An den Seiten befinden sich zwei Rahmen, in denen sich jeweils die Darstellungen von David mit der Steinschleuder und von Goliath, der vom Stein Davids getroffen wird und nach rückwärts fällt, befinden. Es ist merkwürdig, dass Goliath ein Loch in der Stirn hat, obwohl der Stein ihn noch nicht erreicht hat, und dass letzterer gleichzeitig in Davids Schleuder und vor Goliath in der Luft ist: Es ist also eine zeitgenössische Darstellung von Folgeereignissen, typisch für die mittelalterliche Kunst. Diese Figuren sind von einem durchgehenden Band umgeben, das einen komplexen Rahmen bildet und sich perfekt in den verfügbaren Raum einfügt. Sie erinnern an eine mehrteilige Raute die ein Rechteck überlagern und zeichnen sich durch ein sehr elegantes Design aus, das von Roberto Longhi ohne zu zögern Jacopo della Quercia zugeordnet wurde. Wahrscheinlicher ist, dass sie von seinem Schüler Domenico di Niccolò geschaffen wurden, während die bloße Realisierung im Jahr 1423 von einem gewissen Bastiano di Corso aus Florenz mit Hilfe des Steinmetz Agostino di Niccolò dokumentiert ist. Die gleiche Hand ist auch für das große Medaillon in der Mitte verantwortlich, mit David der Psalmist, d. h. David als König, der sich der Komposition von Psalmen in einem offenen Buch über ein Rednerpult widmet, begleitet von einem Vibraphon und vier Kindern mit vier Musikinstrumenten: Akkordeon, Tamburin, Laute und Bratsche. Sie sind symmetrisch auf Stufen um den König herum angeordnet. Entlang des mit dreilappigen Bögen verzierten Rahmens verläuft eine lange Inschrift mit einer Hand, die den Ausgangspunkt anzeigt. Alle diese Figuren wurden von Matteo Pini nach einem Entwurf von Carlo Amidei 1777 überarbeitet. |
|     | Geschichte von Samson      | Sassetta (Entwurf, zugeschrieben)                                                                  | ca. 1426 | ?             | Auf der rechten Seite wird die Geschichte von Samson von den Figuren von Moses und Judas Maccabeusflankiert. Die Szene, die Sassetta wie auch die anderen symmetrische Szene in der Nähe des linken Querschiffs (ähnlich in Technik und Stil) zugeschrieben wird, wird von der gigantischen Gestalt des Samson dominiert, der die philistinischen Krieger mit dem Kieferknochen eines Esels in der Hand massakriert. Einer hält ihn am Arm, einige sind bereits niedergeschlagen auf dem Boden und andere fliehen in Bestürzung. Auch hier wiederholt sich das Motiv der runden trilobalen Bögen. |

### Presbyterium und Chor

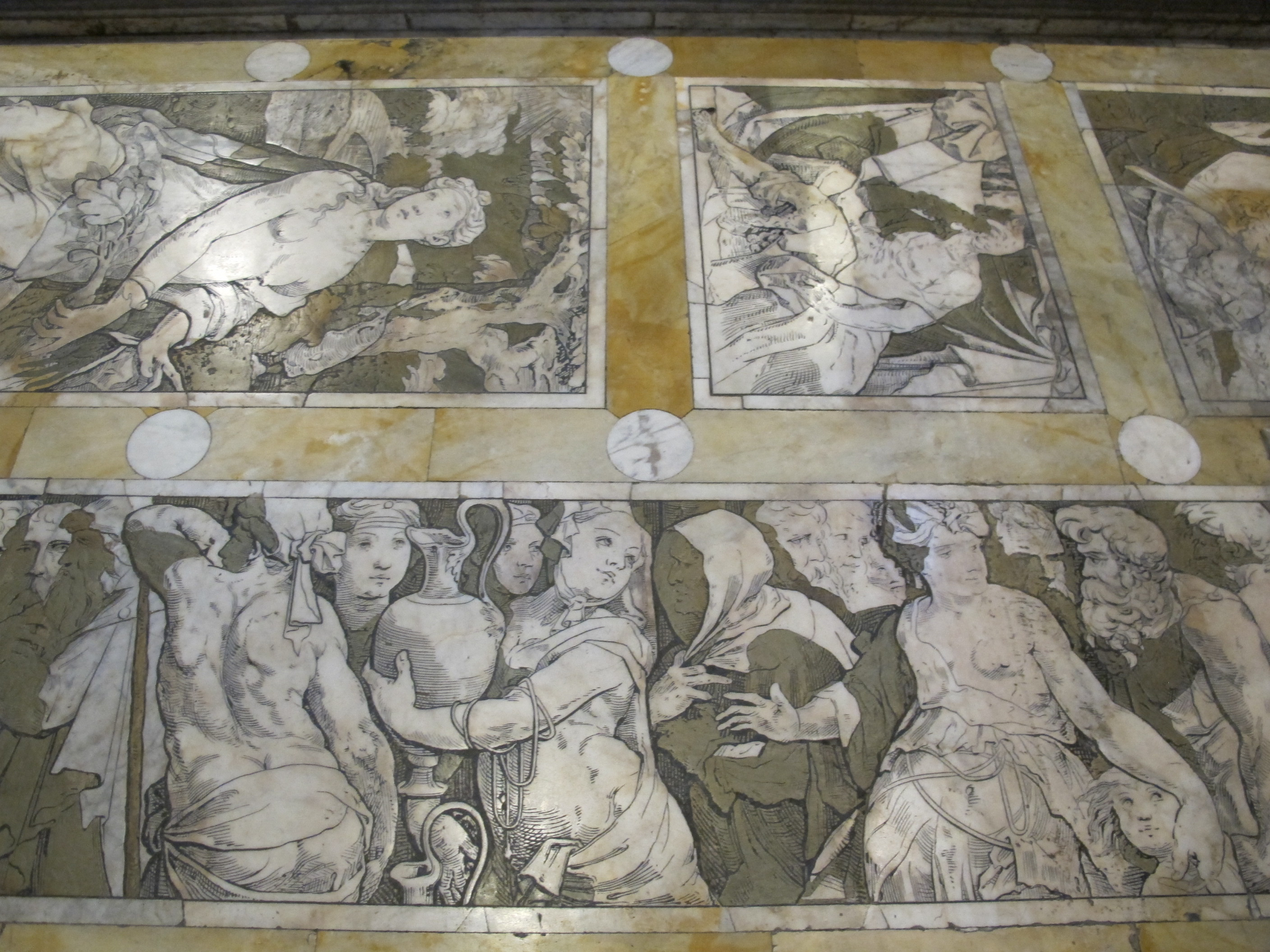
Doppelfries

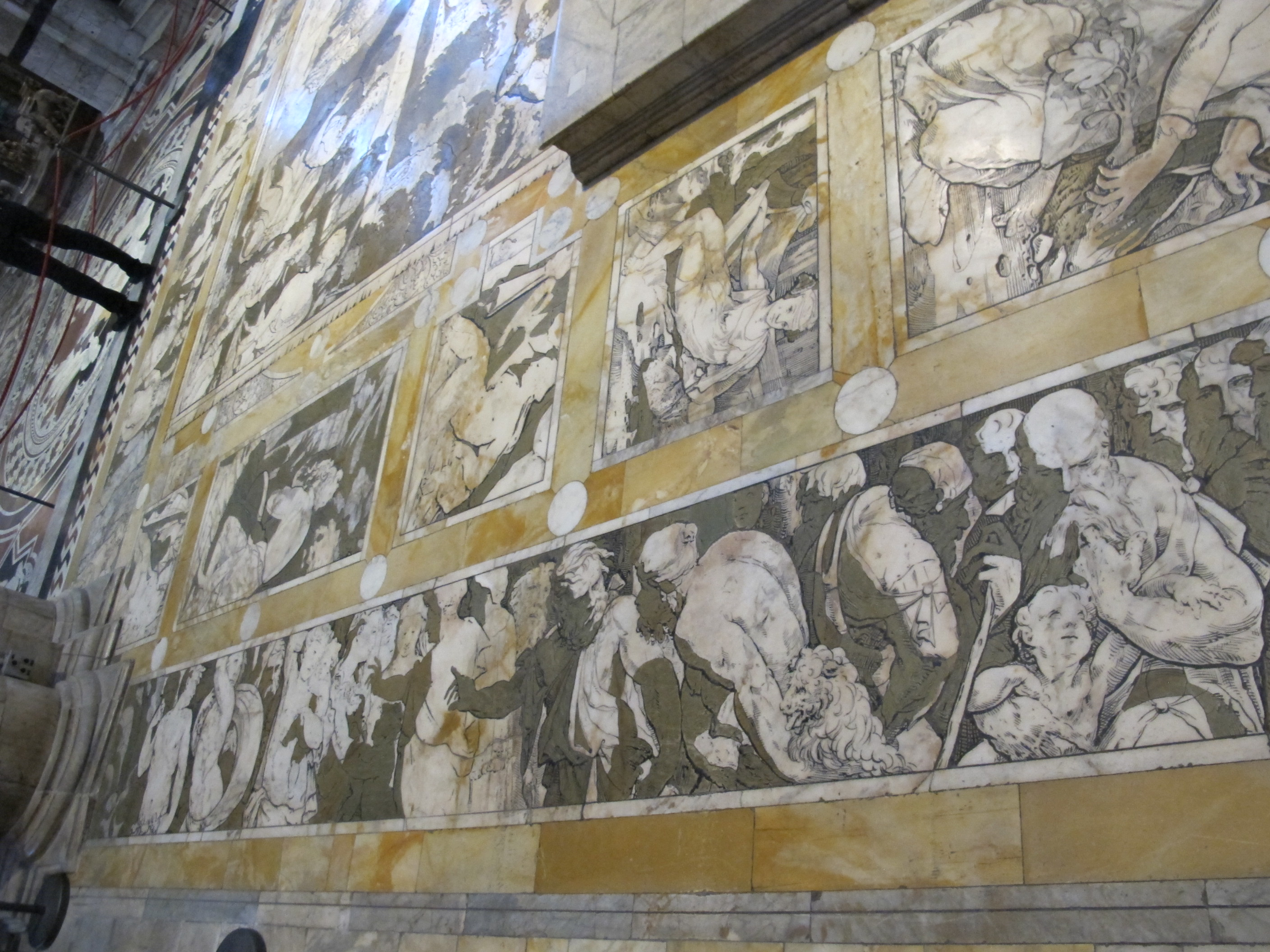
Doppelfries

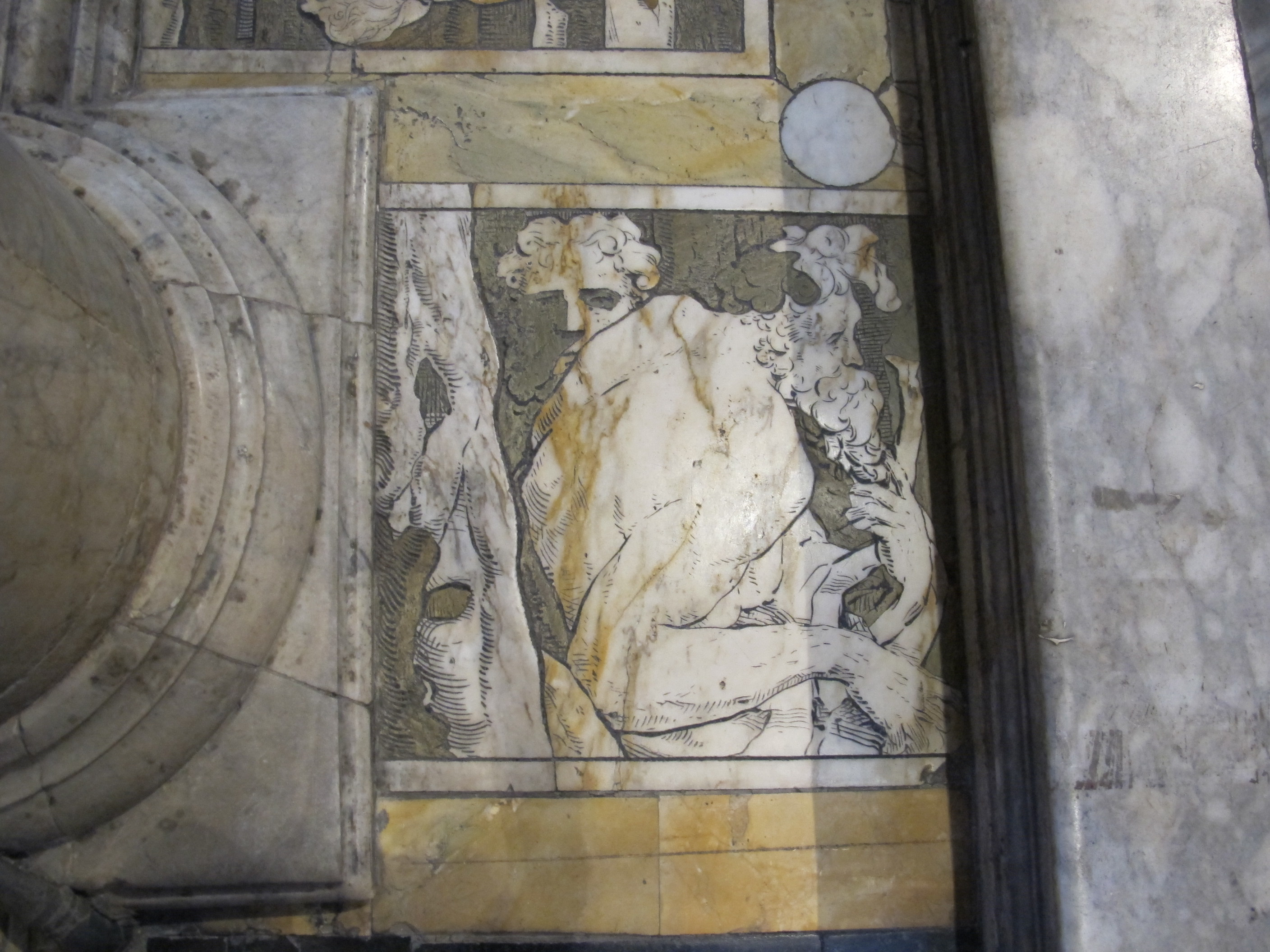
Doppelfries, Elija

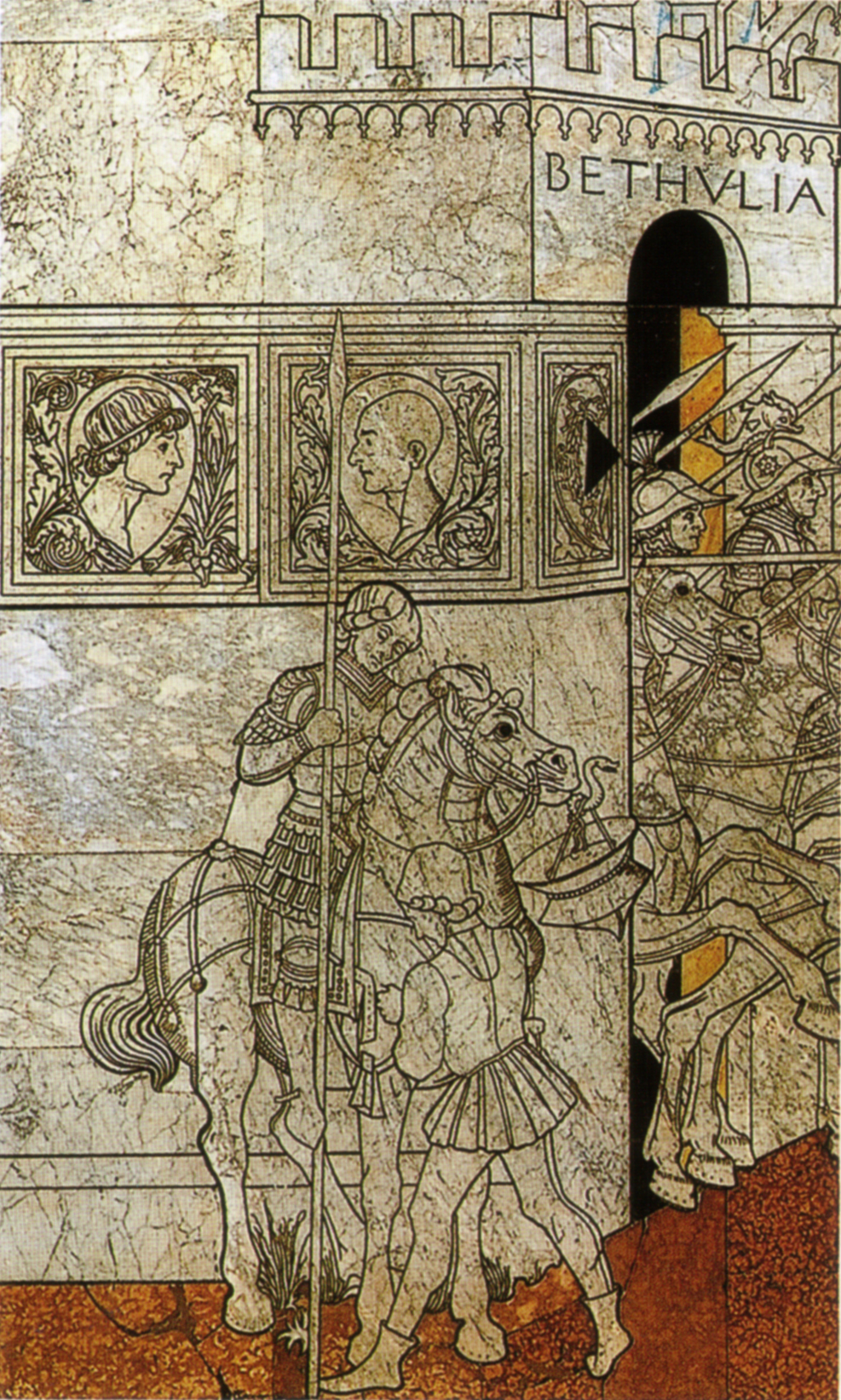
Francesco di Giorgio, Geschichte der Judith (1473), Detail

Kardinaltugenden
| IMG | Thema         | Künstler              | Jahr | Restaurierung | Beschreibung |
| --- | ------------- | --------------------- | ---- | ------------- | --- |
|     | Tapferkeit    | Martino di Bartolomeo | 1406 | 1823–1839     | Um den Altar herum, im Chor, befindet sich eine Serie von fünf Kreisen mit den Kardinaltugenden: Tapferkeit, Gerechtigkeit, Barmherzigkeit, Besonnenheit und Mäßigung. Jede einzelne ist in einem Kreis aus dreilappigen Bögen platziert und hebt sich vom Hintergrund aus schwarzem Marmor ab. Um sie herum befinden sich geometrische Muster mit optischer Wirkung. Für die Tapferkeit wurde am 13. März 1406 Marchese Adam von Como und seine Gehilfen bezahlt. Sie ist mit den typischen Attributen des Schildes dargestellt, das Schwert rechts, eine Säule links. Die Gerechtigkeit hat den Globus und das gezogene Schwert. Die Barmherzigkeit, die sich auf der Achse des Schiffes befindet, ist kleiner, einfacher und sehr schwer erkennbar. Die Besonnenheit hat drei Gesichter, die alles beobachten, und eine Schlange in der Hand. Die Mäßigung hält zwei Amphoren. Carli vermutete, dass alle diese Figuren vom sienesischen Maler Martino di Bartolomeo gezeichnet wurden, der mit Jacopo della Quercia verbunden war. Das Restaurierung der „Tugenden“ erfolgte in den Jahren 1823–1839. |
|     | Gerechtigkeit | Martino di Bartolomeo | 1406 | 1823–1839     | Um den Altar herum, im Chor, befindet sich eine Serie von fünf Kreisen mit den Kardinaltugenden: Tapferkeit, Gerechtigkeit, Barmherzigkeit, Besonnenheit und Mäßigung. Jede einzelne ist in einem Kreis aus dreilappigen Bögen platziert und hebt sich vom Hintergrund aus schwarzem Marmor ab. Um sie herum befinden sich geometrische Muster mit optischer Wirkung. Für die Tapferkeit wurde am 13. März 1406 Marchese Adam von Como und seine Gehilfen bezahlt. Sie ist mit den typischen Attributen des Schildes dargestellt, das Schwert rechts, eine Säule links. Die Gerechtigkeit hat den Globus und das gezogene Schwert. Die Barmherzigkeit, die sich auf der Achse des Schiffes befindet, ist kleiner, einfacher und sehr schwer erkennbar. Die Besonnenheit hat drei Gesichter, die alles beobachten, und eine Schlange in der Hand. Die Mäßigung hält zwei Amphoren. Carli vermutete, dass alle diese Figuren vom sienesischen Maler Martino di Bartolomeo gezeichnet wurden, der mit Jacopo della Quercia verbunden war. Das Restaurierung der „Tugenden“ erfolgte in den Jahren 1823–1839. |
|     | Besonnenheit  | Martino di Bartolomeo | 1406 | 1823–1839     | Um den Altar herum, im Chor, befindet sich eine Serie von fünf Kreisen mit den Kardinaltugenden: Tapferkeit, Gerechtigkeit, Barmherzigkeit, Besonnenheit und Mäßigung. Jede einzelne ist in einem Kreis aus dreilappigen Bögen platziert und hebt sich vom Hintergrund aus schwarzem Marmor ab. Um sie herum befinden sich geometrische Muster mit optischer Wirkung. Für die Tapferkeit wurde am 13. März 1406 Marchese Adam von Como und seine Gehilfen bezahlt. Sie ist mit den typischen Attributen des Schildes dargestellt, das Schwert rechts, eine Säule links. Die Gerechtigkeit hat den Globus und das gezogene Schwert. Die Barmherzigkeit, die sich auf der Achse des Schiffes befindet, ist kleiner, einfacher und sehr schwer erkennbar. Die Besonnenheit hat drei Gesichter, die alles beobachten, und eine Schlange in der Hand. Die Mäßigung hält zwei Amphoren. Carli vermutete, dass alle diese Figuren vom sienesischen Maler Martino di Bartolomeo gezeichnet wurden, der mit Jacopo della Quercia verbunden war. Das Restaurierung der „Tugenden“ erfolgte in den Jahren 1823–1839. |
|     | Mäßigung      | Martino di Bartolomeo | 1406 | 1823–1839     | Um den Altar herum, im Chor, befindet sich eine Serie von fünf Kreisen mit den Kardinaltugenden: Tapferkeit, Gerechtigkeit, Barmherzigkeit, Besonnenheit und Mäßigung. Jede einzelne ist in einem Kreis aus dreilappigen Bögen platziert und hebt sich vom Hintergrund aus schwarzem Marmor ab. Um sie herum befinden sich geometrische Muster mit optischer Wirkung. Für die Tapferkeit wurde am 13. März 1406 Marchese Adam von Como und seine Gehilfen bezahlt. Sie ist mit den typischen Attributen des Schildes dargestellt, das Schwert rechts, eine Säule links. Die Gerechtigkeit hat den Globus und das gezogene Schwert. Die Barmherzigkeit, die sich auf der Achse des Schiffes befindet, ist kleiner, einfacher und sehr schwer erkennbar. Die Besonnenheit hat drei Gesichter, die alles beobachten, und eine Schlange in der Hand. Die Mäßigung hält zwei Amphoren. Carli vermutete, dass alle diese Figuren vom sienesischen Maler Martino di Bartolomeo gezeichnet wurden, der mit Jacopo della Quercia verbunden war. Das Restaurierung der „Tugenden“ erfolgte in den Jahren 1823–1839. |

Erstes Altarfries
Die rechte, linke und gangseitige Seite des Altars ist mit einem doppelten Band aus Marmoreinlagen verziert, das auf der Vorderseite auch die große Szene des Isaakopfers enthält, alles Werke, die von Beccafumi entworfen wurden und für die er am 2. Mai 1544 bezahlt wurde. Der Doppelfries besteht aus einem Band das im Inneren mit biblischen Szenen verziert ist, die oft auf einzelne Darstellungen von Figuren reduziert sind. Dies sind vielsagende Figuren, aber oft schwer zu interpretieren, da es kaum ikonographische Referenzen gibt. Stellen Sie sich vor, Sie schauen sich die Szenen der anderen an, gehen Sie von oben nach unten und von links nach rechts im Uhrzeigersinn vor:
1. Der alte Tobit mit seinem Sohn Tobias und dem Erzengel Raphael neben dem unvermeidlichen kleinen Hund
2. Eine Frau, die Charitas oder eine Sibylle darstellt
3. Adam kniend in einem großen Bild
4. Ein Prophet, der den Himmel sorgfältig von hinten betrachtet
5. Eine andere Frau, die ein Buch hält, vielleicht eine Sibylle
6. Opfer von Abel: Diese Szene wird in den Zahlungen von 1544 erwähnt
7. Eine weitere Frau sitzend mit einem Kind
8. Das Opfer von Melchisedek, ist mit jenem von Abel verbunden
9. Eine Frau, die mit einem Kind sitzt, vielleicht eine liegende Sibylle
10. Knieende Eva, zusammen mit Adam, die die Kritiker für das Beste des Frieses halten. Einige haltes es sogar für Sodom, eine Hypothese, die schwer zu bestätigen ist
11. Ein Prophet mit einem offenen Buch vor sich
12. Elischa erweckt den Sohn des Sunamiters zum Leben

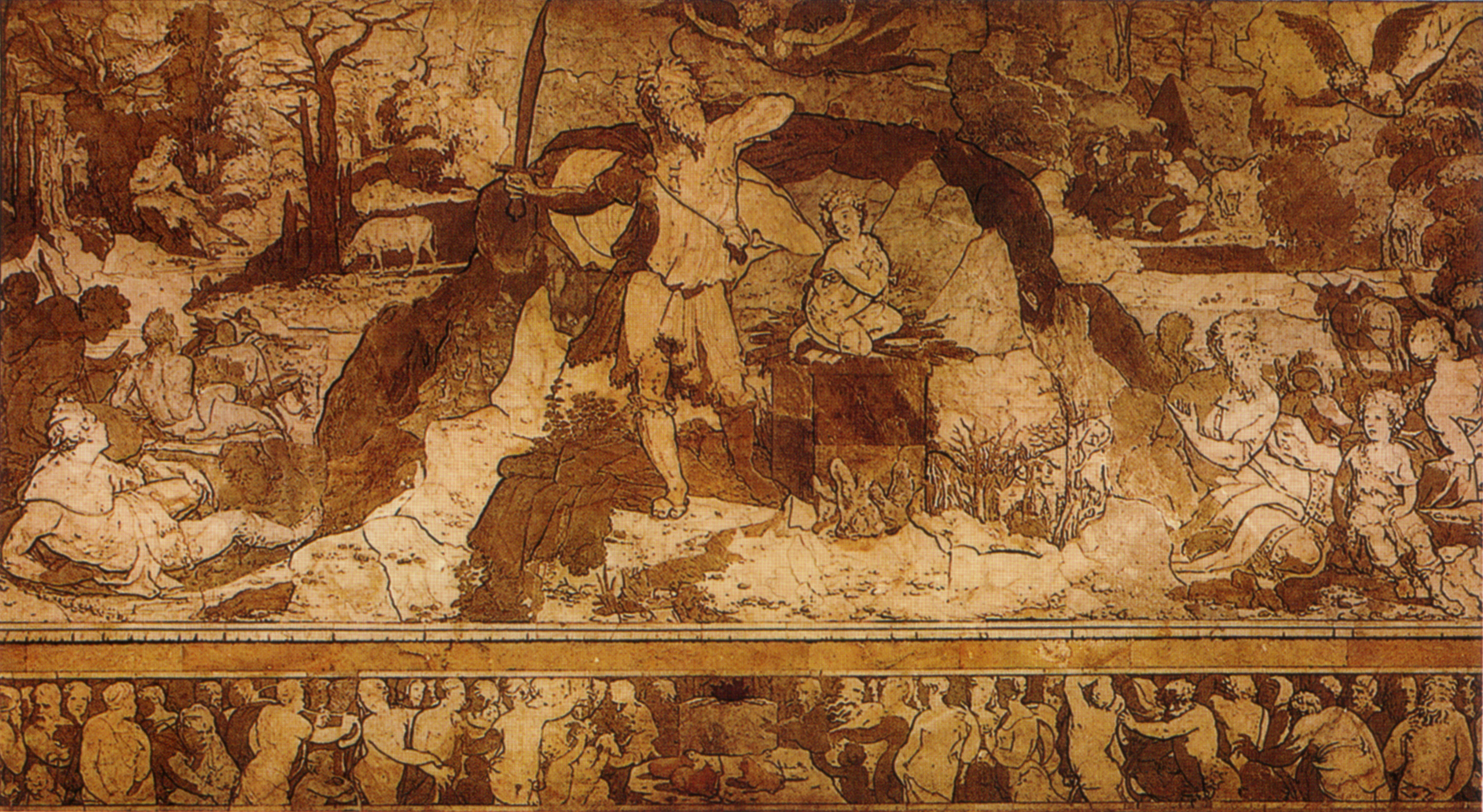
Beccafumi, Ofer des Isaaks (1547) und zentraler Teil des Marsches des jüdischen Volkes ins Gelobte Land (1544)

Marsch des jüdischen Volkes in das gelobte Land

Um das quadratische Fries herum gibt es ein weiteres mit durchgehenden Figuren, die in drei Abschnitte (einer auf jeder Seite) unterteilt sind, der eine Prozession aus Männern und Frauen jeden Alters mit hellen Lichtkontrasten zeigt, die wahrscheinlich die Kinder Israel auf der Suche nach dem verheißenen Land darstellen. Sie laufen zu einem Opferaltar in der unteren Mitte zusammen und markieren den idealen Abschluss der Geschichten des Mose.
Opferung Isaaks
Der ideale Abschluss des Bodenzyklus war die Opferung Isaaks, für das Beccafumi am 25. Februar 1547 bezahlt wurde. Gott will Abraham auf die Probe stellen, und dazu befiehlt er ihm, seinen einzigen Sohn Isaak zu nehmen und zum Berg Moria zu fahren, um ihn zu opfern. Als alles bereit ist, greift der Engel des Herrn ein, um Abraham aufzuhalten, der einen Widder sieht der sich in einem Busch in der Nähe verfangen hat. Das Tier wird anstelle des Kindes geopfert. Die Episode endet mit der Erneuerung der Verheißung an Abraham, seine Nachkommen wie die Sterne des Himmels und den Sand am Strand des Meeres zu vermehren. Die Szene wurde ohne Dominanz des menschlichen Elements gestaltet, vielmehr spielt die Umgebung eine wichtige Rolle, wie die visionären Landschaftsbilder von verdrehten, beinahe Zackigen-Bäumen oder Darstellungen von lebhaftem Realismus wie der Esel mit dem Sattel auf der rechten Seite. Die Szene hat ein spiralförmiges Muster, mit der Ankündigung des Engels an Abraham oben links, der Angabe des Opferortes links und dem Opfer in der Mitte.